# Włodawa
Włodawaⓘ é um município no leste da Polônia. Pertence à voivodia de Lublin. É a sede do condado de Włodawa e da comuna urbano-rural de Włodawa; localizado na área de Garb Włodawski, uma mesorregião física e geográfica, parte da Polésia Ocidental, localizada na fronteira com a Bielorrússia. Os rios Włodawka e Bug fluem por ele. Recebeu os direitos de cidade em 1534.
Włodawa está localizado na Polésia, no território da voivodia de Brześć Litewski, antes da partição da Primeira República (antes de 1795).
Estende-se por uma área de 18,0 km², com 12 741 habitantes, segundo o censo de 31 de dezembro de 2021, com uma densidade populacional de 707,8 hab./km².
A partir de 1 de janeiro de 1973 até 15 de julho de 1992, Włodawa incluía Orchówek, uma cidade de 1506 ao século XVIII e novamente nos anos de 1775−1869, agora uma vila na comuna de Włodawa.

## Localização histórica
Włodawa esteve originalmente localizada na área das Cidades de Cherven, então pertencente à Terra de Chełm, que fazia parte da Rutênia Vermelha. Na primeira metade do século XIV, a cidade foi incorporada ao Grão-Ducado da Lituânia, localizada na Terra de Troki, transformada no século XV na voivodia de Troki. Em 1520, Włodawa foi incorporada à Podláquia, localizada na Terra de Brześć da voivodia da Podláquia. Em 1566, após a separação da voivodia de Brześć Litewski, a cidade tornou-se parte da Polésia. No período do Ducado de Varsóvia (em todo caso, no período de 1809 a 1815), pertencia ao Departamento da Podláquia. Após a criação da Polônia do Congresso, passou a se chamar Governadoria da Podláquia e, em 1837, foi incorporada à Governadoria de Lublin. Após o surgimento da Segunda República Polonesa, tornou-se parte da voivodia de Lublin. Durante a ocupação alemã, Włodawa pertencia ao Distrito de Lublin do Governo Geral. Após o estabelecimento da República Popular da Polônia, a cidade ficou na província de Lublin e, entre 1975 e 1998, pertenceu administrativamente à voivodia de Chełm.

## História

### Polônia pré-partições
A história de Włodawa até meados do século XV não é bem conhecida devido à falta de fontes. Sabe-se, no entanto, que já existia na primeira metade do século XIII como uma das fortalezas do principado da Galícia-Volínia (mencionado em 1242 na Crônica da Galícia-Volínia) e já então era habitada por poloneses, rutenos e judeus. A localização junto ao grande rio Bug propiciou o rápido desenvolvimento da cidade como centro de comércio e trânsito. Após a fundação da cidade, que provavelmente ocorreu no início do século XVI, alemães, armênios, tchecos e judeus começaram a se estabelecer em Włodawa em números crescentes.
A partir de 1569, Włodawa, sob a União de Lublin, tornou-se uma cidade fronteiriça, e o rio Włodawka era a fronteira entre a voivodia de Brześć Litewski e a voivodia da Rutênia. Em 1596, Włodawa passou para as mãos da família Leszczyński. Em 1629, o proprietário da cidade na voivodia de Brześć Litewski era Rafał Leszczyński. Em 1624, uma escola e uma igreja calvinista foram construídas em Włodawa, ativa até 1698. Um evento importante foi o sínodo calvinista convocado em Włodawa em 1634, com a presença de delegados de toda a Coroa do Reino da Polônia e do Grão-Ducado da Lituânia, a fim de estabelecer formas rituais uniformes.
Em 1648, o exército de Bohdan Chmielnicki ocupou e devastou Włodawa, matando grande parte de seus habitantes. A invasão sueca da República da Polônia (o Dilúvio Sueco) também não passou ao largo de Włodawa, pois já em 1657 a cidade foi saqueada e severamente destruída pelo exército sueco. Após esses eventos, os reis poloneses concederam vários privilégios aos habitantes da cidade de Włodawa, tanto cristãos quanto judeus, mas isso não impediu o declínio progressivo da cidade. Os séculos seguintes viram o desenvolvimento da comunidade judaica e um aumento gradual no número de habitantes judeus.
No final do século XVII, as propriedades de Włodawa foram assumidas por Rafael Leszczyński (pai do posterior rei polonês Estanislau). Sendo um católico fervoroso, ele liquidou a igreja local e a escola calvinista. Depois dele, a cidade passou para as mãos de Ludwik Konstanty Pociej, que trouxe paulinos do mosteiro Jasna Góra para Włodawa e fundou um mosteiro.
Durante a Confederação de Bar, em 14 e 15 de setembro de 1769, Franciszek Ksawery Pułaski, que estava vindo em auxílio de seu irmão Kazimierz Pułaski, foi morto em uma batalha travada na retirada de Włodawa em direção a Łomazy.

### Período das partições

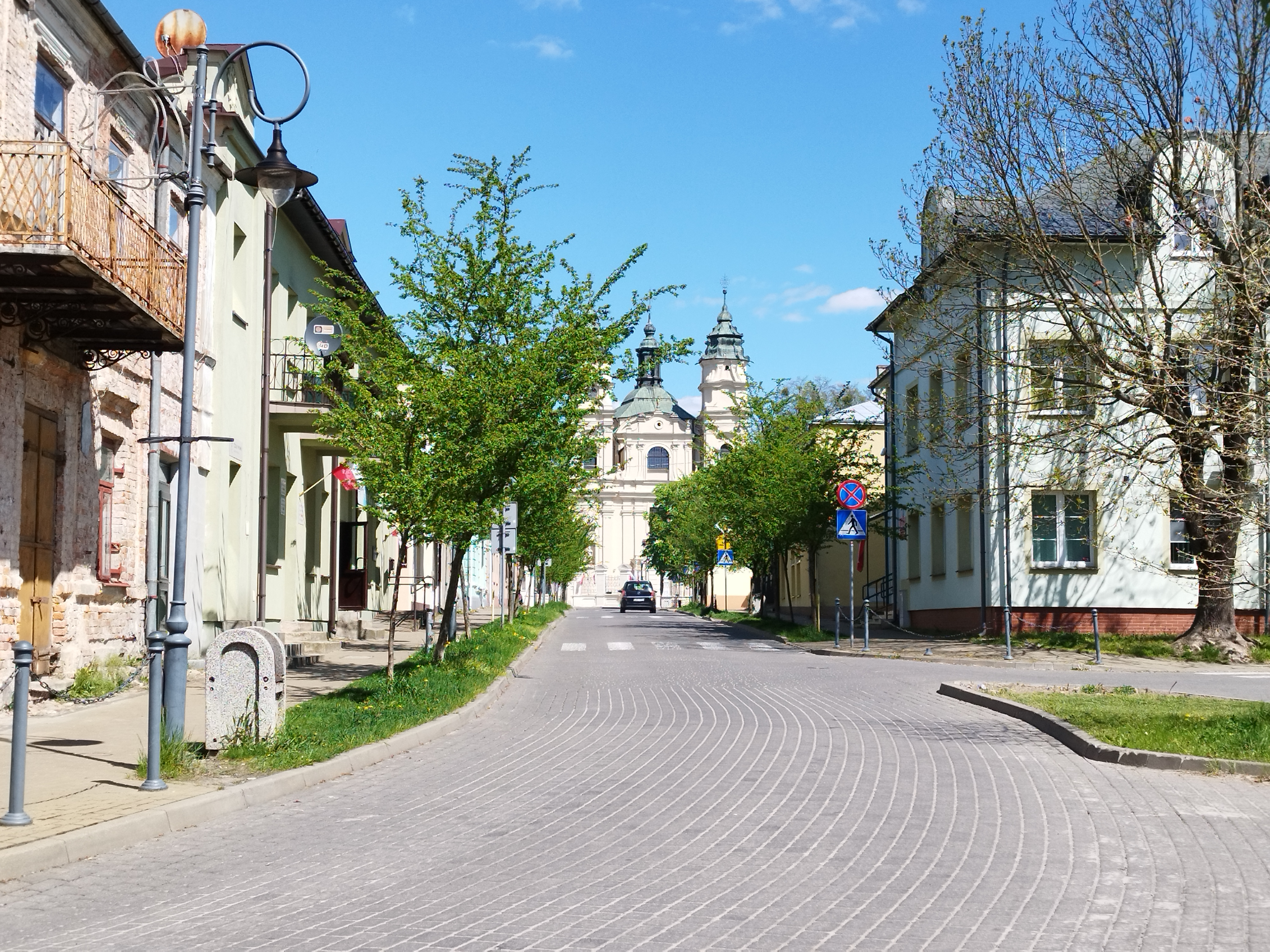
Rua Kościelna, ao longe, a igreja de São Luís

No período inicial das partições da Polônia e após a Terceira partição em 1795, Włodawa estava na partição austríaca e, a partir de 1809, no Ducado de Varsóvia; finalmente, após o Congresso de Viena em 1815, como parte da Polônia do Congresso, foi incorporada à partição russa (Império Russo). A administração russa permaneceu em Włodawa até 1915 (Primeira Guerra Mundial), quando esta foi ocupada por tropas alemãs.
Durante a Revolta de Janeiro (1863–1864), os habitantes de Włodawa e da região de Włodawa não ficaram passivos e se juntaram à corrente de atividades patrióticas e às lutas de libertação nacional polonesa. A região de Włodawa foi repetidamente palco de batalhas e escaramuças durante a insurreição contra os invasores russos, elas ocorreram em: Adamki (7 de março de 1863), Luta (7 de março de 1863), Suchawa e Wyryki (6 de julho de 1863), Urszulin (7 de julho de 1863), Wytyczno (7 de novembro de 1863). Em vários momentos, quase todas as principais divisões de Podláquia, comandadas por comandantes insurgentes ativos e ilustres na região de Włodawa, como Karol Krysiński ou Marcin Borelowski “Lelewel”, ficaram aqui. A derrota do levante foi seguida por repressões das autoridades czaristas, intensificação da russificação e perseguição religiosa aos uniatas, bem como aos católicos de rito latino. A única instituição educacional da cidade foi fechada e a Ordem Paulina foi abolida. Como resultado das repressões, muitas cidades perderam seus direitos de cidade. Entretanto, Włodawa não foi privada deles. Após a Revolta de Janeiro, Włodawa perdeu sua condição de cidade privada, tornando-se propriedade do governo czarista.

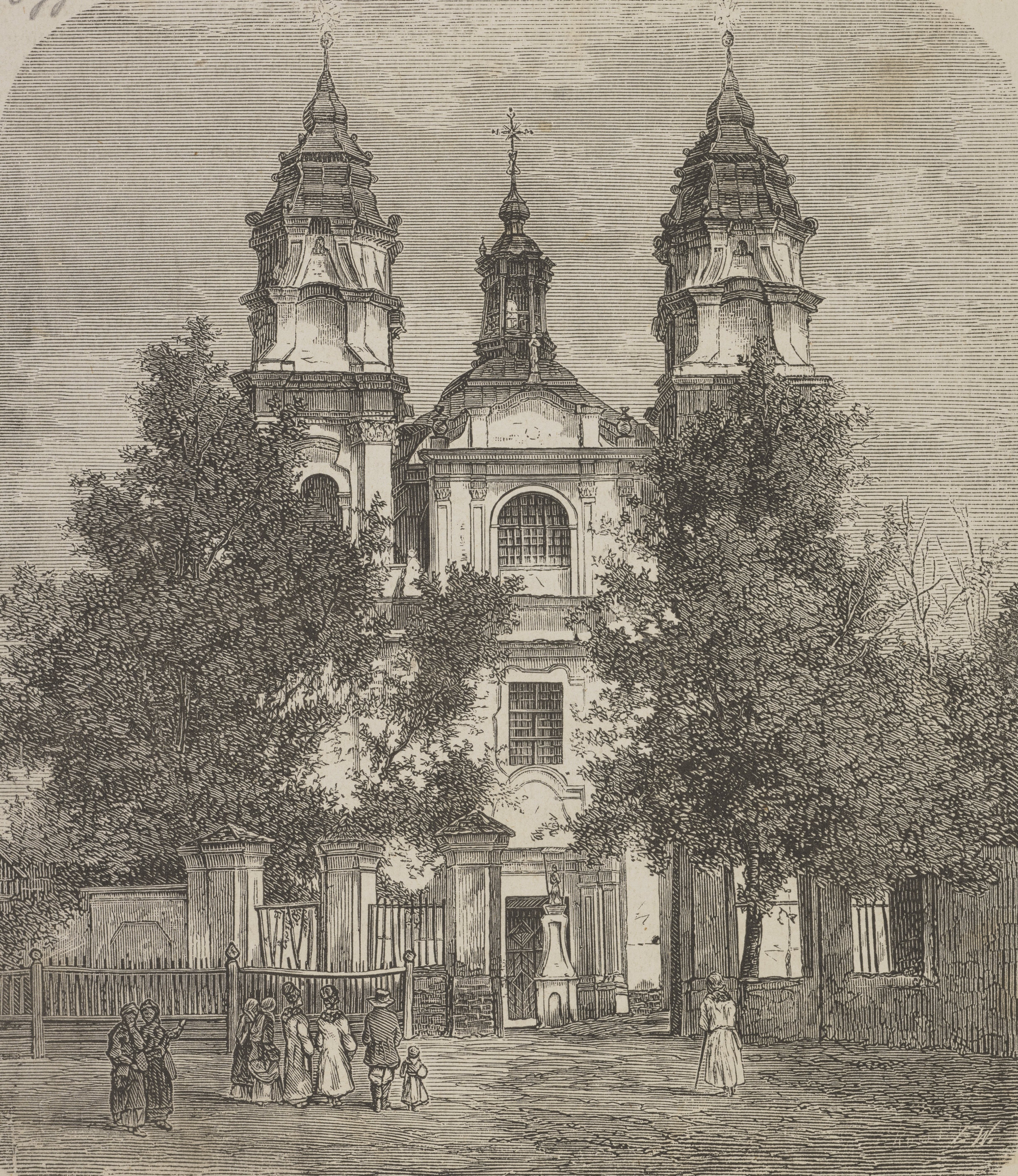
Igreja paroquial, 1871
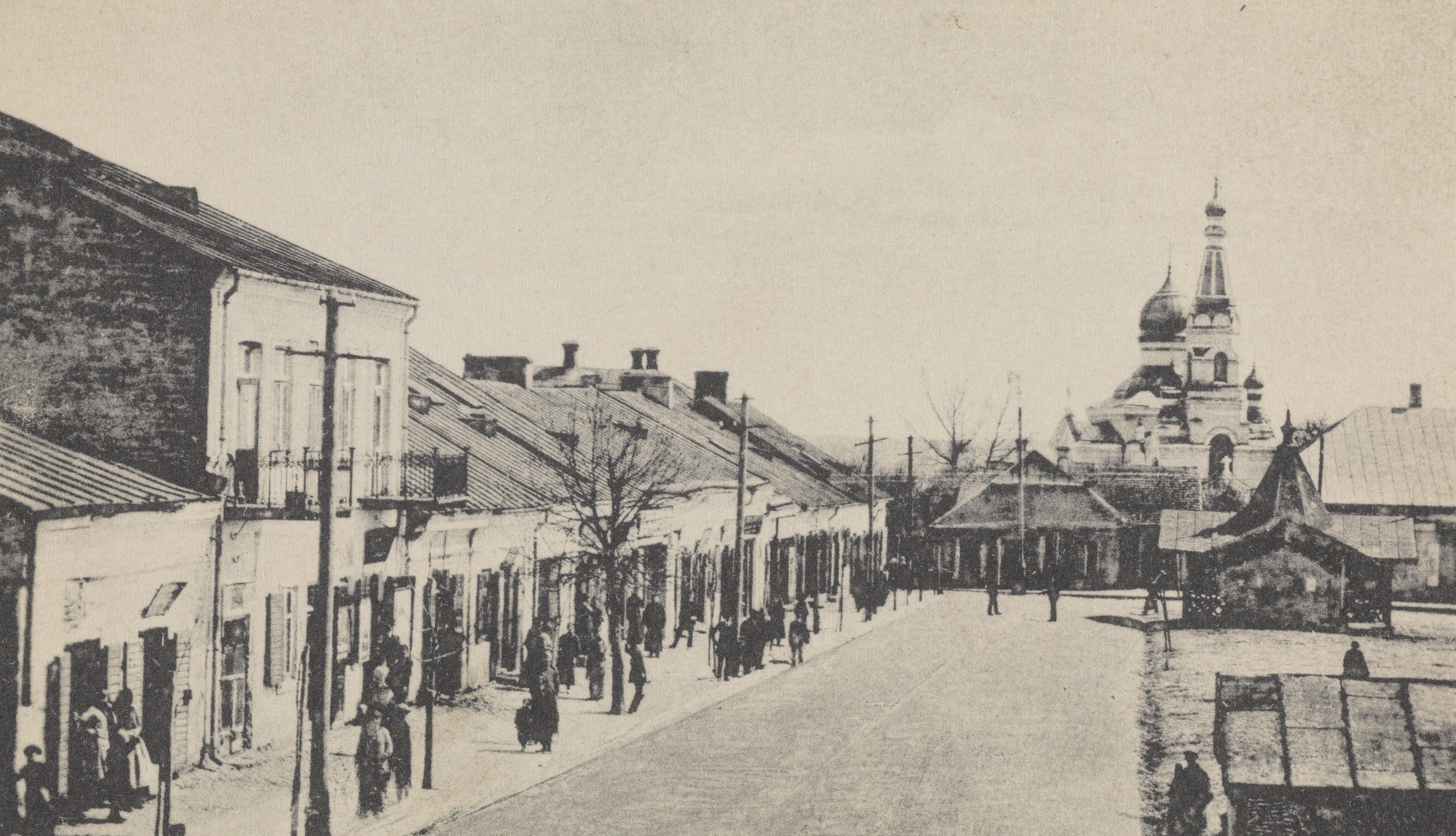
Praça principal, 1923-1926
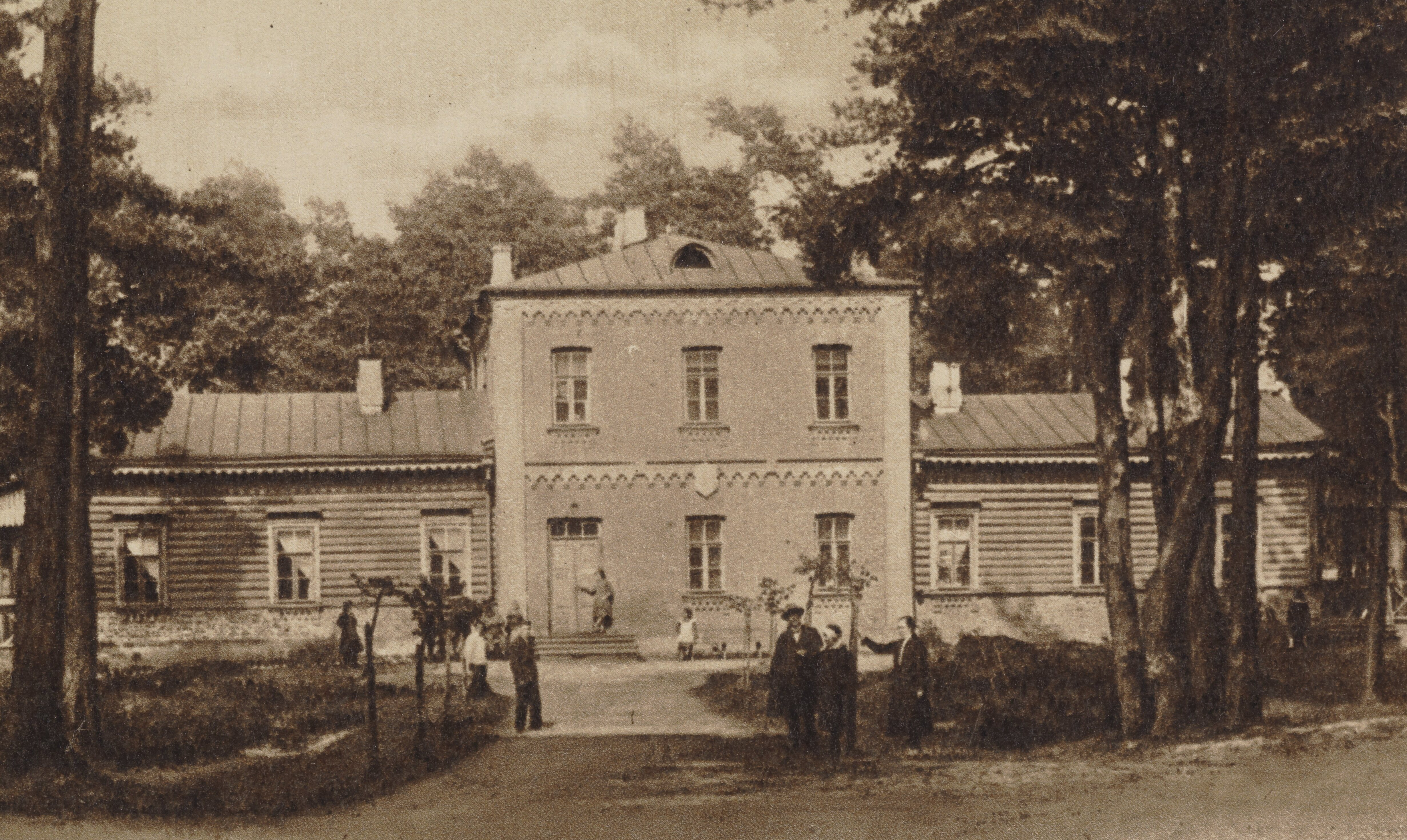
Pavilhão do sanatório, 1926-1935

### Século XX e tempos recentes
Em 1918, Włodawa tornou-se parte do Estado polonês independente. Em 15 de março de 1923, o clube esportivo “Sokoł” Włodawa foi fundado, um ano depois mudou seu nome para “Włodawija” e em 1956 adotou seu nome atual — “Włodawianka”.
Antes da Segunda Guerra Mundial, havia duas sinagogas, um beth midrash, uma casa de oração, uma escola Talmude Torá, um micvê e um cemitério judaico em Włodawa; havia duas bandas de klezmer e o clube esportivo “Makabi”. Em 1920, as tropas ucranianas de Symon Petlura assassinaram 46 judeus na cidade.
No final de setembro de 1939, por ordem do general de brigada Franciszek Kleeberg, foi fundada a chamada República de Włodawa — o último bastião (além de Hel e Varsóvia em queda) da Segunda República Polonesa independente.
O Holocausto mudou radicalmente a face da cidade, que já era um típico shtetl. A maioria dos habitantes judeus de Włodawa morreu no campo de extermínio de Sobibor. Após a guerra, os edifícios pós-judaicos foram usados, entre outras coisas, como armazéns, enquanto os matzevas do cemitério eram frequentemente usados para pavimentar ruas.
Em 2 de junho de 1944, um grupo organizacional do Estado-Maior Comunista Partidário Polonês, sob o comando do coronel Robert Satanowski, foi lançado nas florestas de Włodawa para formar o agrupamento partidário “Jeszcze Polska nie zginęła.”. Em 23 de julho de 1944, a cidade foi ocupada pelas tropas soviéticas do 47.º Exército da Primeira Frente Bielorrussa. Na segunda metade de 1944, a cidade foi o quartel-general da Primeira Frente Bielorrussa sob o comando do marechal Konstantin Rokossovsky.
Após a guerra, foram travadas batalhas aqui entre unidades partidárias anticomunistas e o Exército Insurreto Ucraniano (UPA) e as forças de segurança do novo governo. Entre os mortos estava o primeiro secretário do comitê distrital do Partido dos Trabalhadores Poloneses (PPR), Józef Kiełb. Em 2 de novembro de 1945, um grupo de 13 milicianos e 5 soldados do Corpo de Segurança Interna (KBW) foram mortos em uma emboscada nas florestas de Włodawa. Após a guerra, dois monumentos foram erguidos para homenagear os funcionários mortos das novas autoridades — um na praça do mercado e o outro na rua Partyzantów.
Em 22 de julho de 1964, ocorreu um grande incêndio que consumiu dezenas de casas de madeira, que eram as construções dominantes da cidade na época. O incêndio ocorreu em um dos antigos distritos da cidade, localizado na estrada em direção a Wola Uhruska. A causa do incêndio foi um curto-circuito no sistema elétrico. Para piorar a situação, muitas casas em Włodawa eram de palha na época e as altas temperaturas persistiram por vários dias. Tudo isso combinado fez com que o fogo parecesse incontrolável. Além dos bombeiros de Włodawa, seus colegas das TSOs de Orchówek e Wereszczyn, entre outros, também participaram da operação para extinguir o gigantesco incêndio. Seus esforços se concentraram principalmente em manter o fogo fora do depósito de combustível do CPN. No incêndio, 80 casas foram queimadas e uma pessoa morreu.
Em 1973, foi inaugurado o Nadbużańskie Zakłady Garbarskie (Curtume Nadbuzanski), que empregava mais de mil trabalhadores; com ele, foi construído um conjunto habitacional para os trabalhadores na rua Chełmska. Em 1981, o Museu da Região dos Lagos de Łęczna-Włodawa (agora Museu — Complexo de Sinagogas em Włodawa) foi inaugurado e assumiu as antigas sinagogas, transformando-as em prédios de museus.
A taxa de desemprego em março de 2010 foi de 22,2%.
A cidade foi visitada pelo Presidente da República da Polônia, Andrzej Duda, em 18 de setembro de 2019. Ele apoiou uma iniciativa anterior dos habitantes e do governo local para criar uma passagem de fronteira, a qual, devido à deterioração das relações entre a Bielorrússia e a Polônia, logo perdeu sua razão de ser.
Em 2019, as obras de revitalização do centro da cidade deveriam começar. O plano previa a renovação do parque na rua Kościuszki, a construção do Centro Distrital de Serviços Sociais, a construção de um centro de monitoramento municipal, a construção do Passeio Nadbużańska e a revitalização da praça da cidade, que previa o corte da maioria das árvores que cresciam ali (8 de várias dezenas deveriam permanecer) e a colocação de blocos de pavimentação de pórfiro, a colocação de novos bancos e o plantio de novas árvores ou a colocação de árvores em vasos e a construção de duas fontes. Esses planos foram rotulados de “concretização” pelos ambientalistas da cidade e, como resultado, os residentes expressaram sua oposição a esse projeto. Em uma carta aberta ao prefeito da cidade, eles exigiram mudanças no projeto e a preservação das árvores, que foi assinada por 3 032 pessoas. O prefeito, após uma longa discussão, concordou em alterar o plano e deixar as árvores na praça. As mudanças não afetaram as outras partes do projeto de revitalização, que puderam ser implementadas conforme os planos originais. A revitalização da praça principal após o novo projeto foi iniciada em 2020 e concluída em julho de 2022.

## Clima
Conforme a classificação climática de Köppen-Geiger, Włodawa situa-se na zona Cfb − clima temperado oceânico. Na cidade de Włodawa, a temperatura média anual é de 8,9° C. Nesta área, a precipitação média anual é de 706 mm. Está localizada no Hemisfério Norte. Os meses de verão são: junho, julho, agosto, setembro. O mês mais seco é fevereiro, com 41 mm de precipitação. O mês mais quente do ano é julho, com temperatura média de 20,2 °C. A temperatura média mais baixa do ano ocorre em janeiro e é de aproximadamente -2,8 °C.
A diferença de precipitação entre o mês mais seco e o mais úmido é de 49 mm. A variação de temperatura durante o ano é de 23,0 °C. O mês com a maior umidade relativa é novembro (84%). O mês com a menor umidade relativa é abril (66%). O mês com o maior número de dias de chuva é julho (10 dias). O mês com o menor número é outubro (7 dias).
| Dados climatológicos para Włodawa | Dados climatológicos para Włodawa | Dados climatológicos para Włodawa | Dados climatológicos para Włodawa | Dados climatológicos para Włodawa | Dados climatológicos para Włodawa | Dados climatológicos para Włodawa | Dados climatológicos para Włodawa | Dados climatológicos para Włodawa | Dados climatológicos para Włodawa | Dados climatológicos para Włodawa | Dados climatológicos para Włodawa | Dados climatológicos para Włodawa | Dados climatológicos para Włodawa |
| Mês | Jan                               | Fev                               | Mar                               | Abr                               | Mai                               | Jun                               | Jul                               | Ago                               | Set                               | Out                               | Nov                               | Dez                               | Ano                               |
| --- | --------------------------------- | --------------------------------- | --------------------------------- | --------------------------------- | --------------------------------- | --------------------------------- | --------------------------------- | --------------------------------- | --------------------------------- | --------------------------------- | --------------------------------- | --------------------------------- | --------------------------------- |
| Temperatura máxima média (°C) | −0,6                              | 1,0                               | 6,4                               | 13,7                              | 18,9                              | 22,2                              | 24,4                              | 23,8                              | 18,4                              | 12,2                              | 6,6                               | 1,6                               | 12,4                              |
| Temperatura média (°C) | −2,8                              | −1,7                              | 2,5                               | 9,1                               | 14,6                              | 18,1                              | 20,2                              | 19,5                              | 14,4                              | 8,9                               | 4,3                               | −0,3                              | 8,9                               |
| Temperatura mínima média (°C) | −5,2                              | −4,5                              | −1,3                              | 4,2                               | 9,5                               | 13,2                              | 15,6                              | 14,9                              | 10,5                              | 5,8                               | 2,1                               | −2,4                              | 5,2                               |
| Precipitação (mm) | 44                                | 41                                | 49                                | 54                                | 76                                | 76                                | 90                                | 68                                | 66                                | 50                                | 46                                | 46                                | 706                               |
| Dias com chuva | 8                                 | 8                                 | 9                                 | 8                                 | 9                                 | 9                                 | 10                                | 8                                 | 8                                 | 7                                 | 8                                 | 8                                 | 100                               |
| Umidade relativa (%) | 84                                | 82                                | 76                                | 67                                | 66                                | 66                                | 68                                | 67                                | 73                                | 78                                | 84                                | 84                                | 74,6                              |
| Insolação (h) | 2,3                               | 3,1                               | 5,5                               | 8,8                               | 10,2                              | 11,2                              | 11,1                              | 10,2                              | 7,1                               | 5,0                               | 3,1                               | 2,1                               | 79,7                              |
| Fonte: Climate-Data.org Dados: 1991−2021: temperatura mínima (°C), temperatura máxima (°C), precipitação (mm), umidade, dias chuvosos. Dados: 1999−2019: horas de sol |                                   |                                   |                                   |                                   |                                   |                                   |                                   |                                   |                                   |                                   |                                   |                                   |                                   |

## Demografia
Conforme os dados do Escritório Central de Estatística da Polônia (GUS) de 31 de dezembro de 2022, Włodawa é uma cidade pequena com uma população de 12 266 habitantes (18.º lugar na voivodia de Lublin e 341.º na Polônia), tem uma área de 18,0 km² (22.º lugar na voivodia de Lublin e 339.º lugar na Polônia) e uma densidade populacional de 683 hab./km² (17.º lugar na voivodia de Lublin e 479.º lugar na Polônia). Nos anos 2002–2021, o número de habitantes diminuiu 7,8%.
Os habitantes de Włodawa constituem cerca de 32,72% da população do condado de Włodawa, constituindo 0,61% da população da voivodia de Lublin.
| Descrição                         | Total      | Total    | Mulheres   | Mulheres | Homens     | Homens   |
| --------------------------------- | ---------- | -------- | ---------- | -------- | ---------- | -------- |
| unidade                           | habitantes | %        | habitantes | %        | habitantes | %        |
| população                         | 12 266     | 100      | 6 432      | 52,4     | 5 834      | 47,6     |
| superfície                        | 18,0 km²   | 18,0 km² | 18,0 km²   | 18,0 km² | 18,0 km²   | 18,0 km² |
| densidade populacional (hab./km²) | 683        | 683      | 357,9      | 357,9    | 325,1      | 325,1    |

## Monumentos históricos
- Igreja paroquial barroca de São Luís, dos anos 1739−1752, construída segundo o projeto do arquiteto italiano Paolo Fontana. Ao lado do mosteiro dos Padres Paulinos.
- Igreja ortodoxa da Natividade da Santíssima Mãe de Deus, erguida nos anos 1840−1843, reconstruída na década de 1890. Inicialmente Uniata, depois de 1875, ortodoxa. Representa o estilo bizantino-russo com elementos classicistas. Templo paroquial.
- Grande Sinagoga, erguida em 1764, ao lado da qual existem dois edifícios relacionados (a Pequena Sinagoga e a tipo beth midrash).
- “Czworobok” − um edifício em forma de quadrado com um pátio interno − um monumento único, provavelmente o único do gênero na Polônia. O quadrilátero pertencia a conselheiros de Włodawa, comerciantes e artesãos, principalmente judeus.

Sinagogas em Włodawa
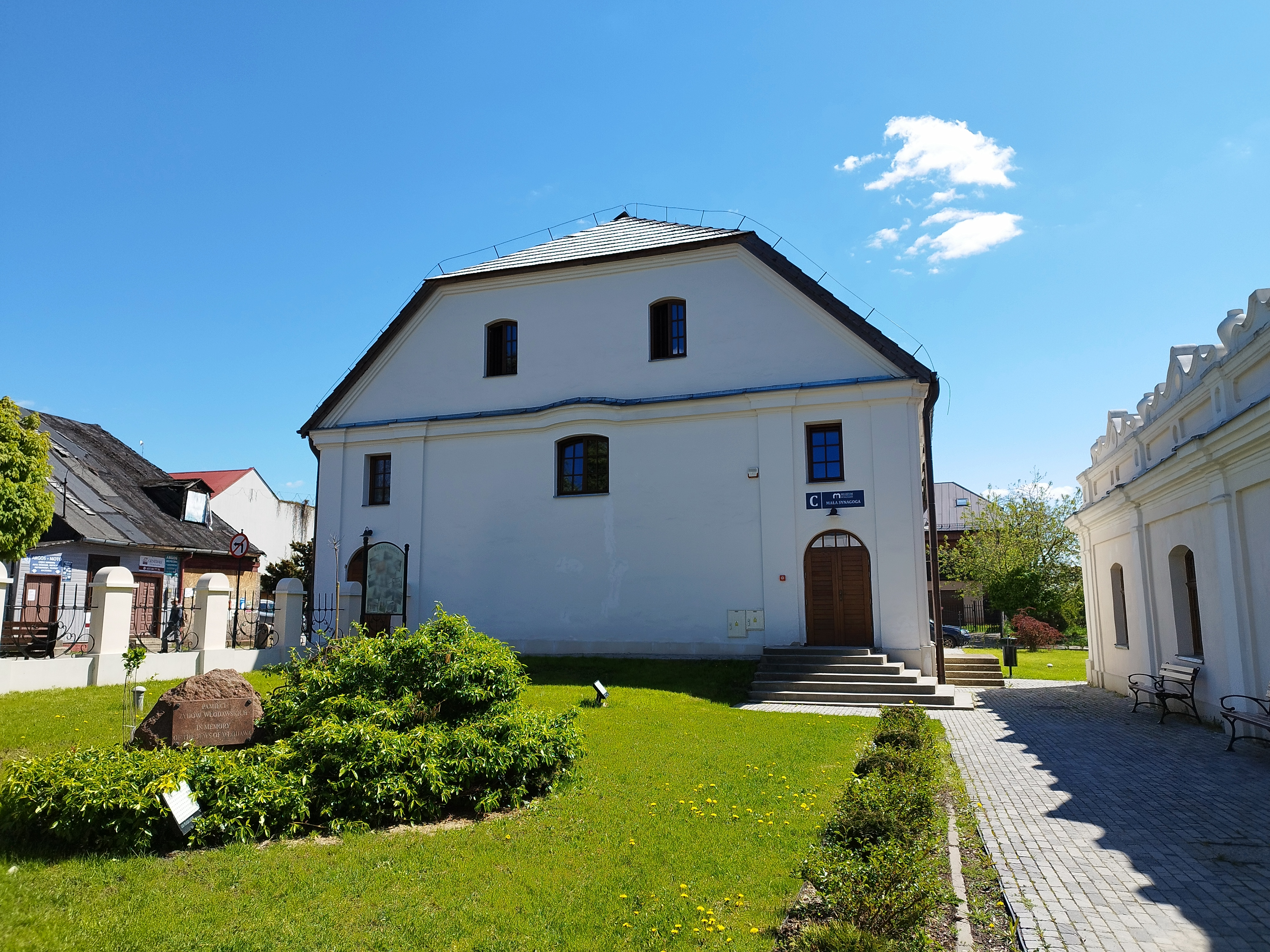
Vista da pequena sinagoga
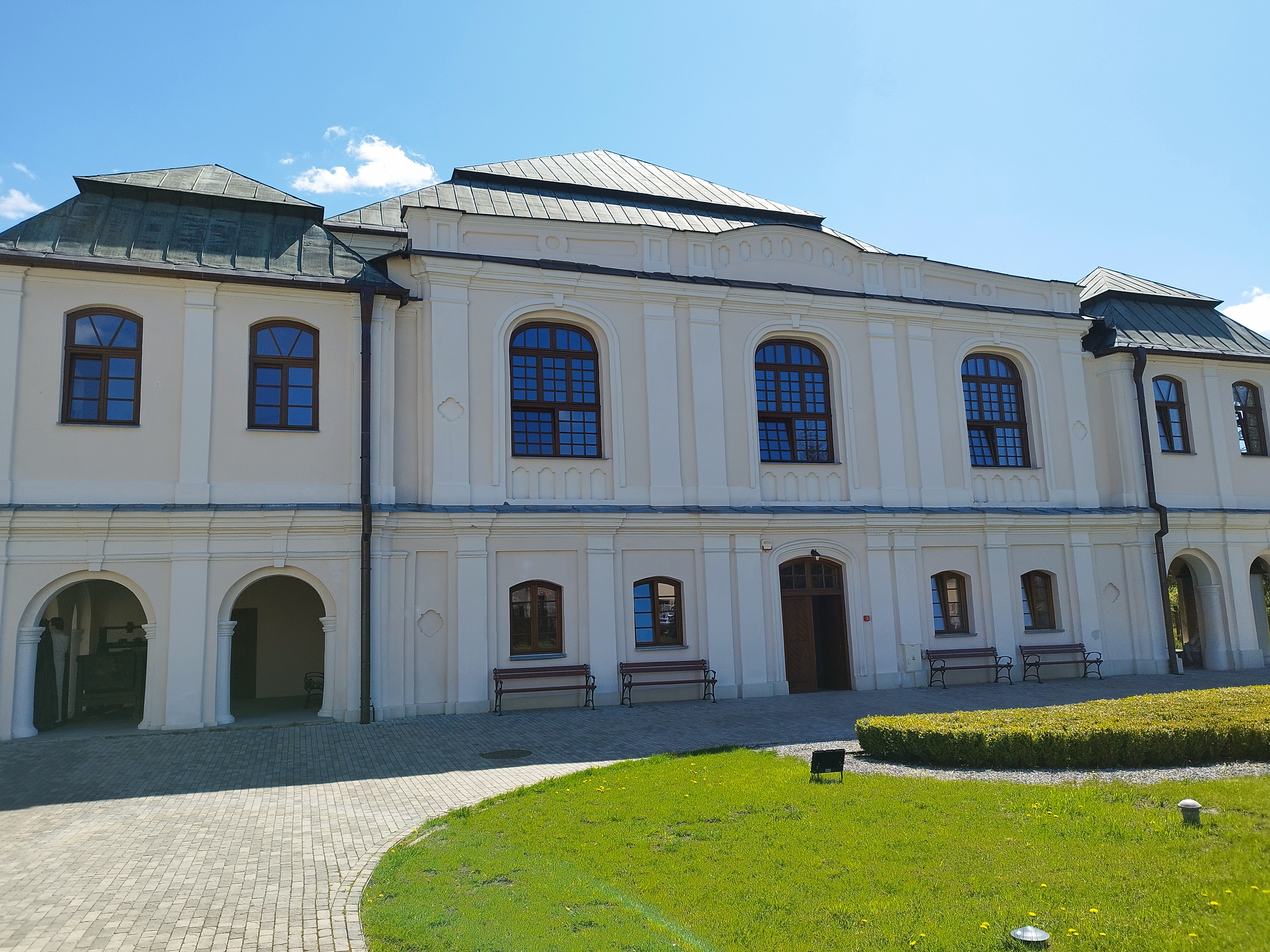
Grande sinagoga
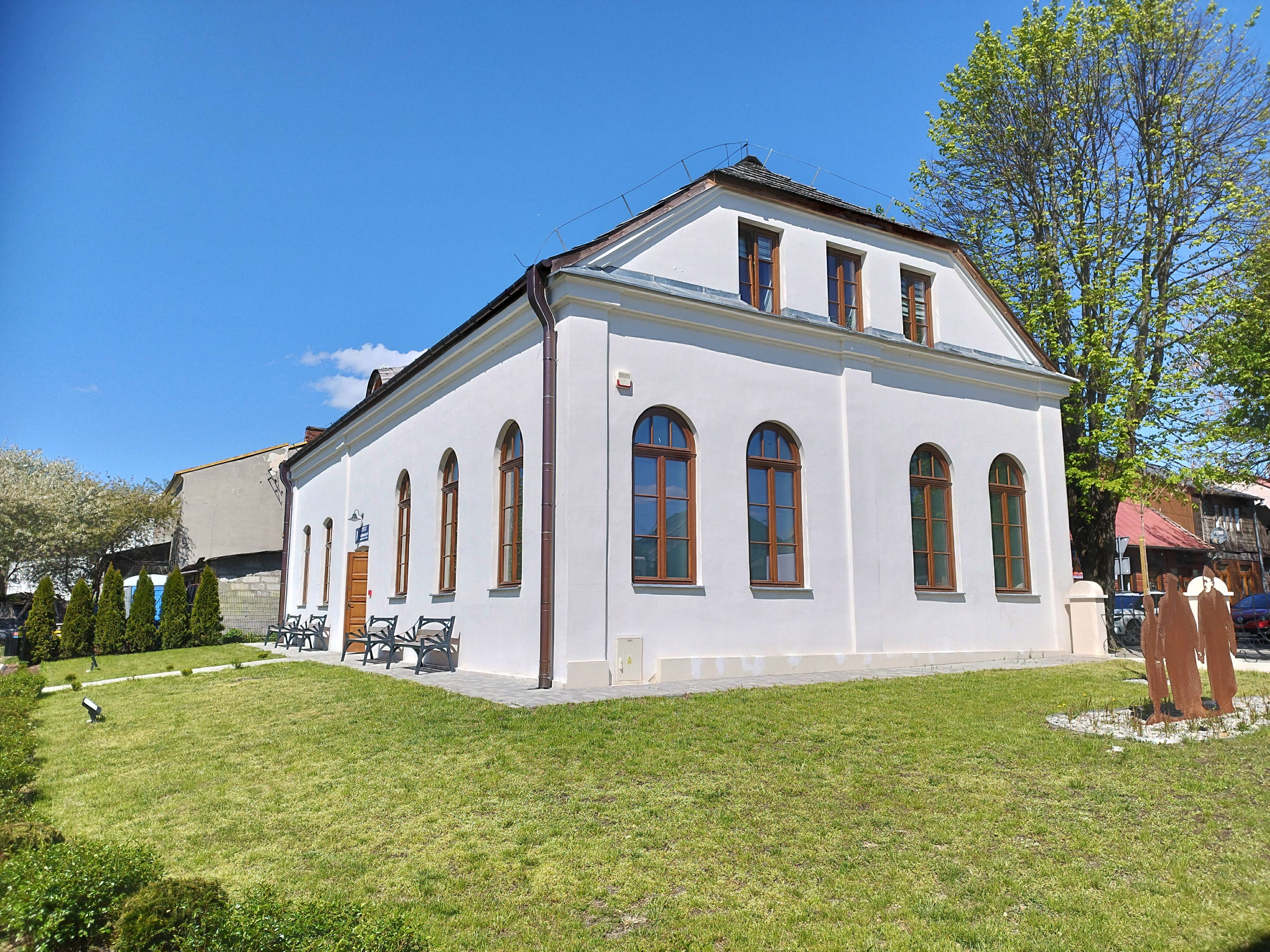
Beth midrash tipo sinagoga

Objetos históricos
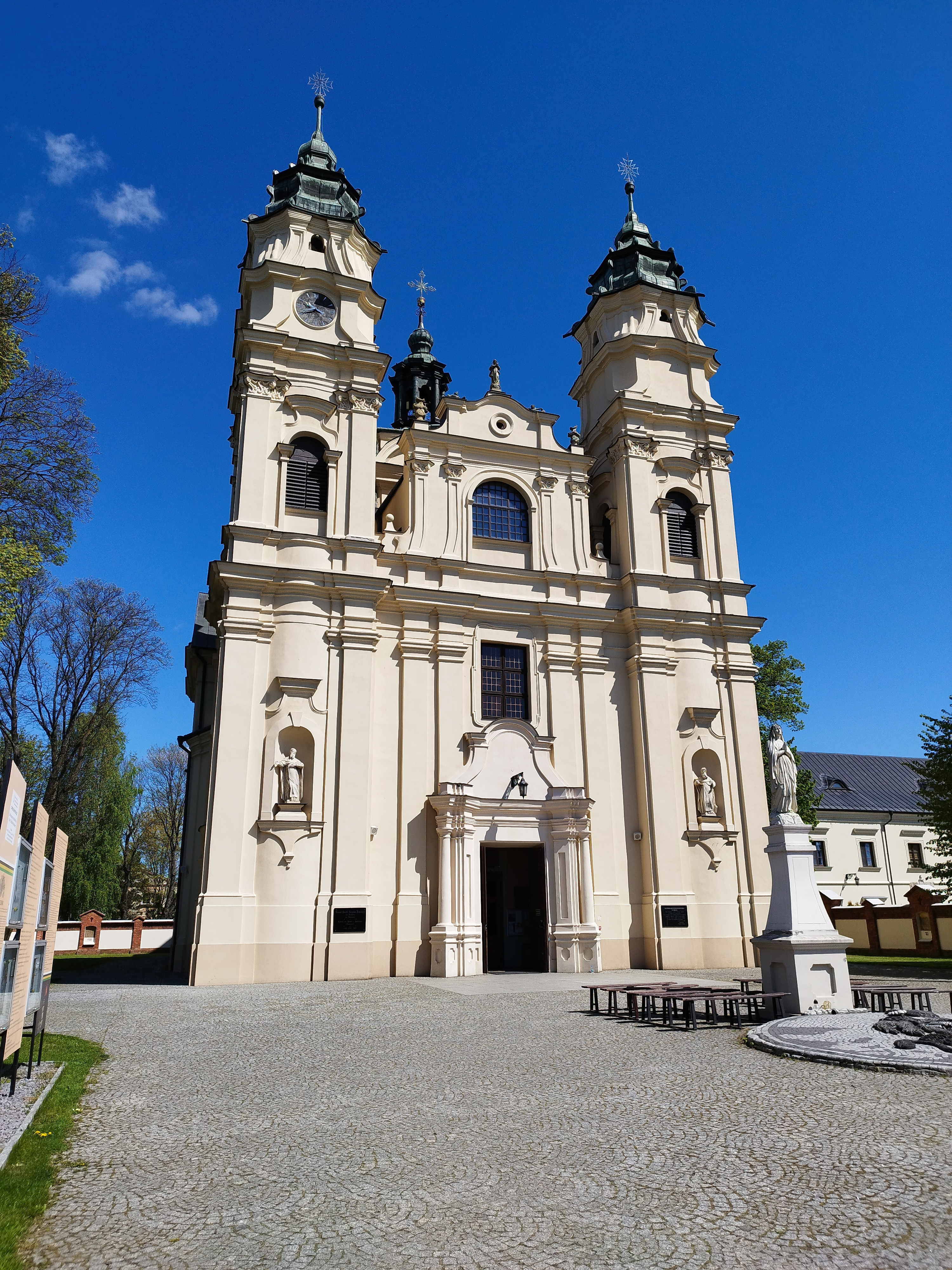
Igreja barroca de São Luís
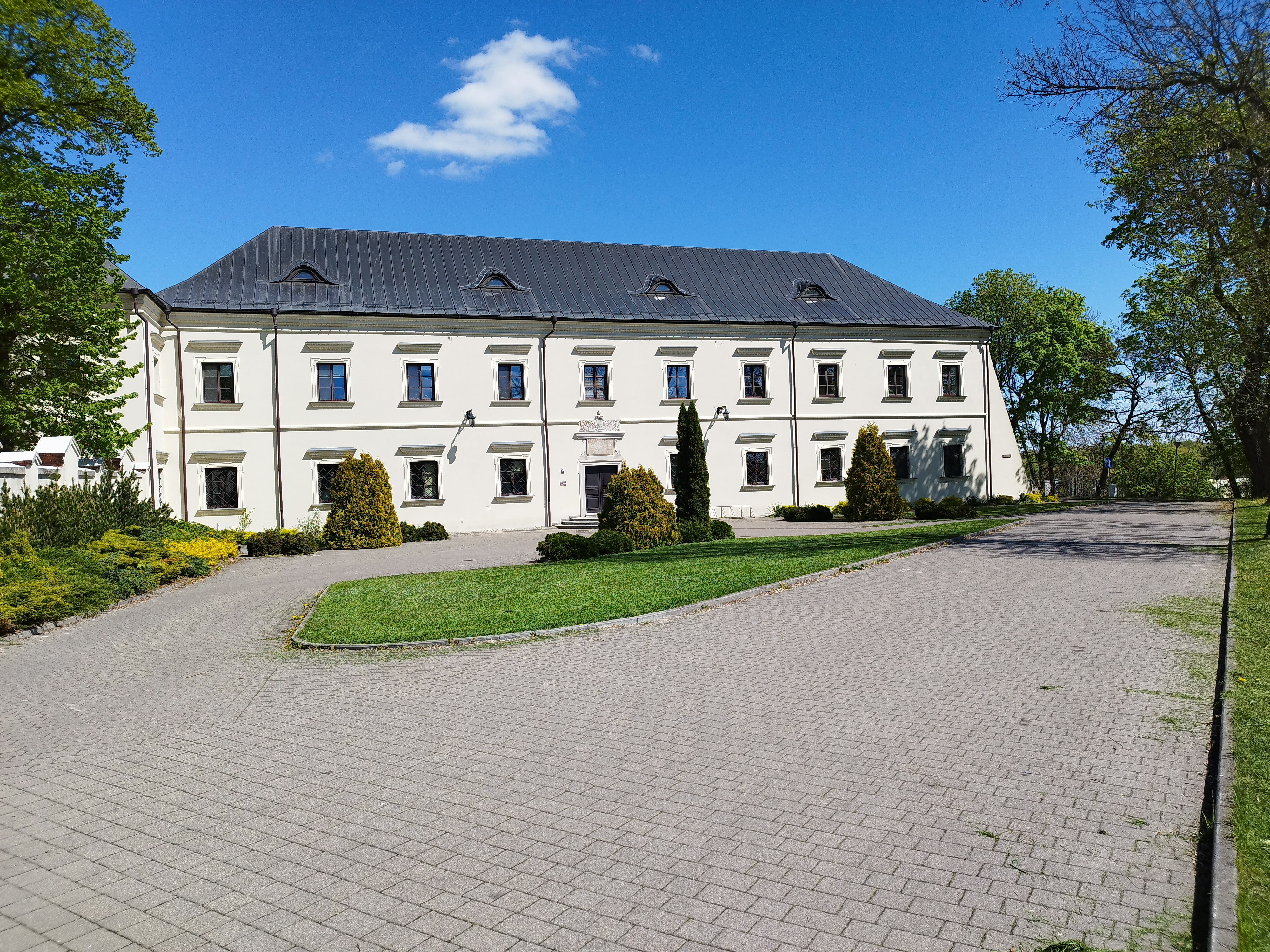
Mosteiro paulino em Włodawa
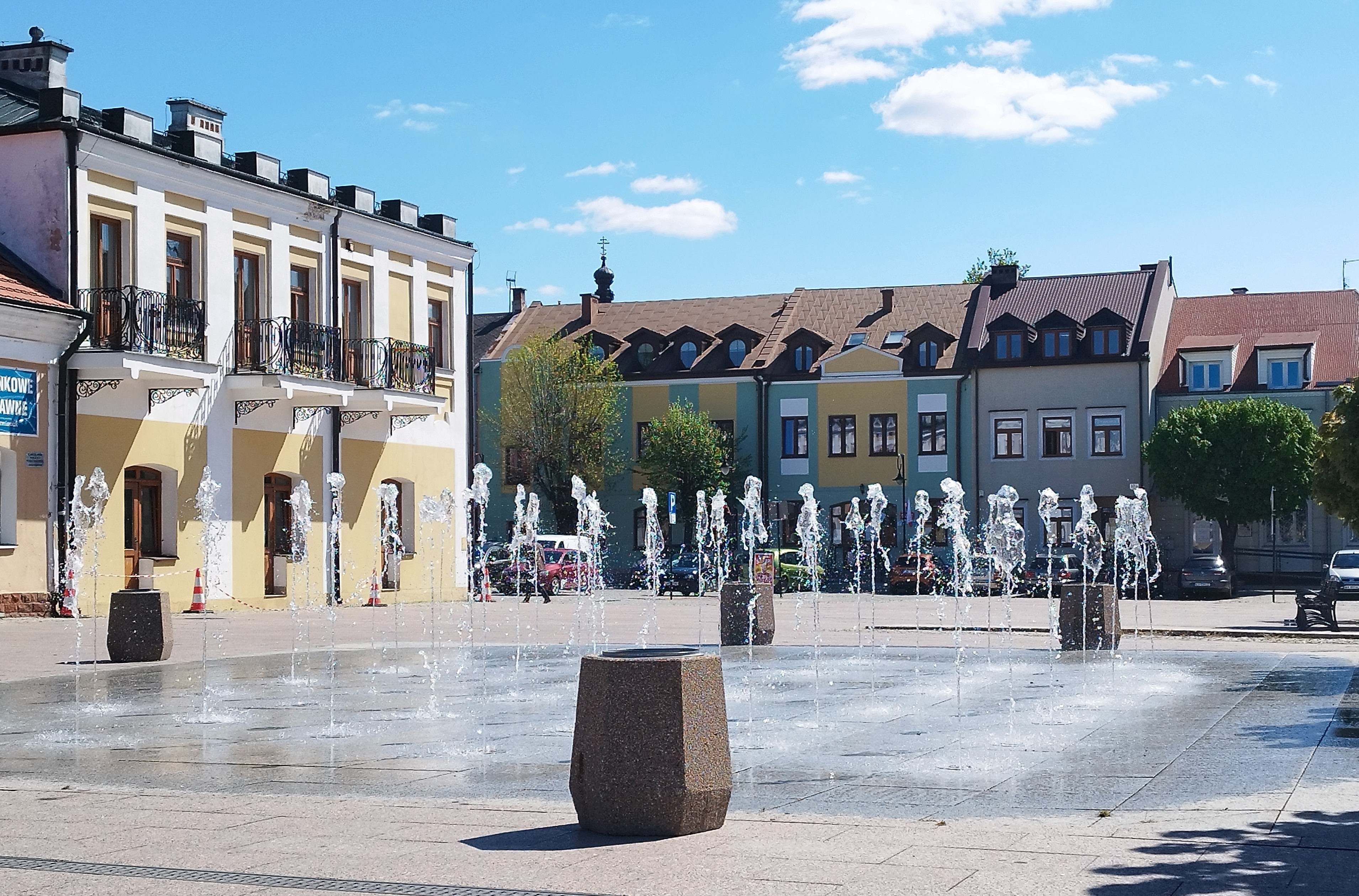
Complexo de barracas, o chamado Quadrilátero, incluindo a praça do mercado
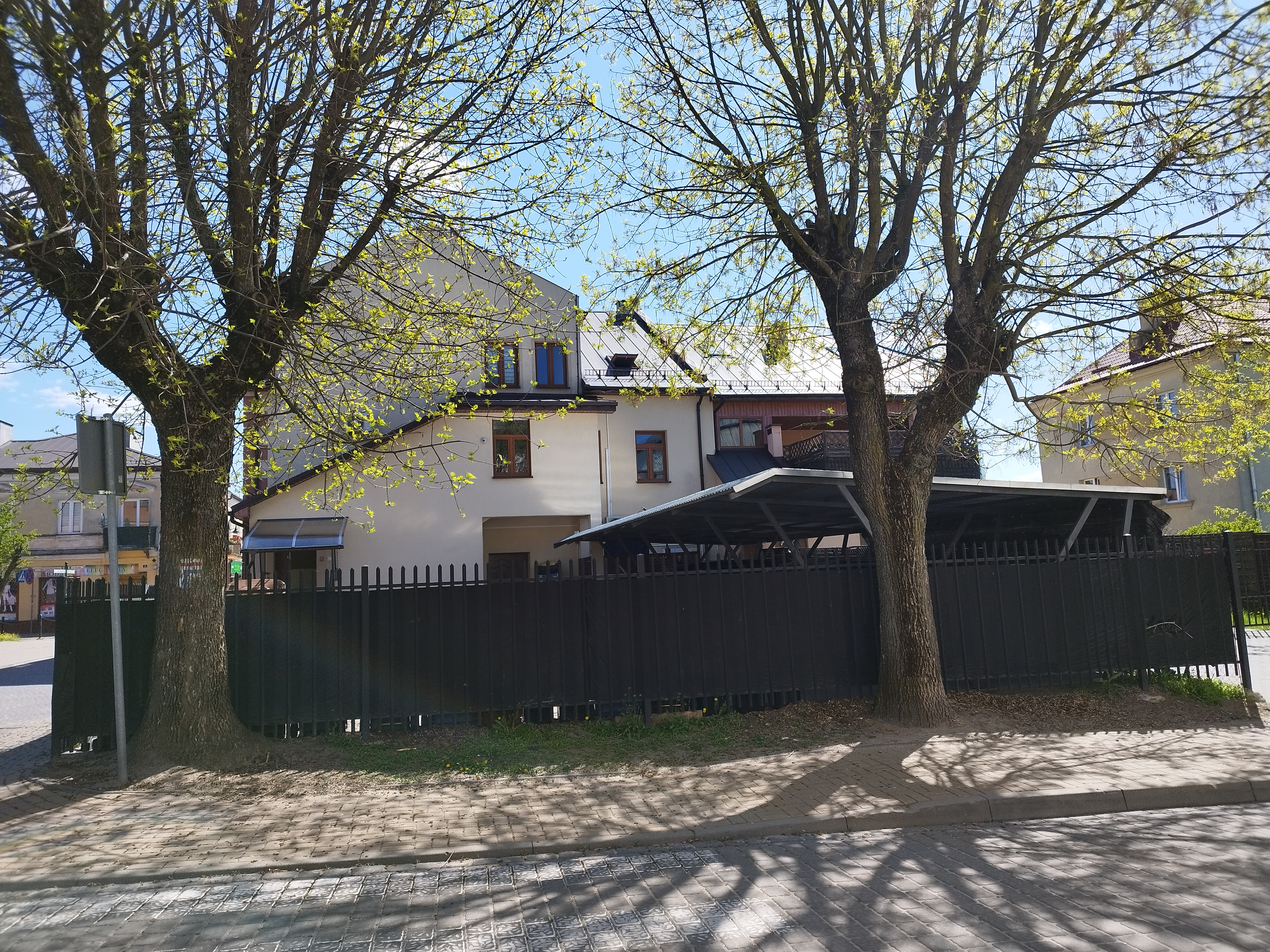
Edifício do pré-guerra na esquina da praça do mercado com a rua Czerwonego Krzyża
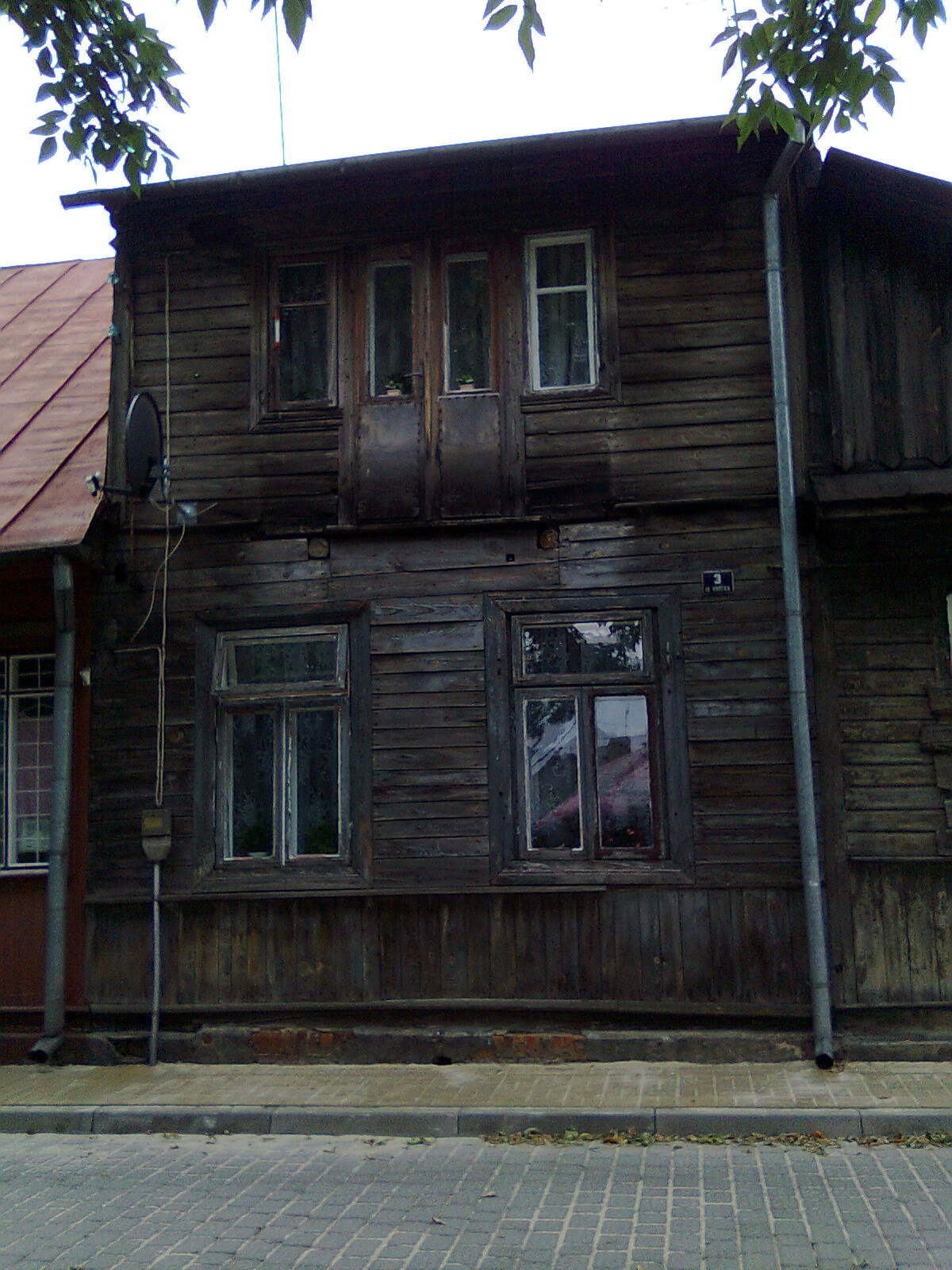
Edifício do pré-guerra na rua Krótka 3

### Inexistentes
- Antigo cemitério judeu − fundado no século XVIII
- Novo cemitério judeu − fundado no século XIX

Cemitérios em Włodawa
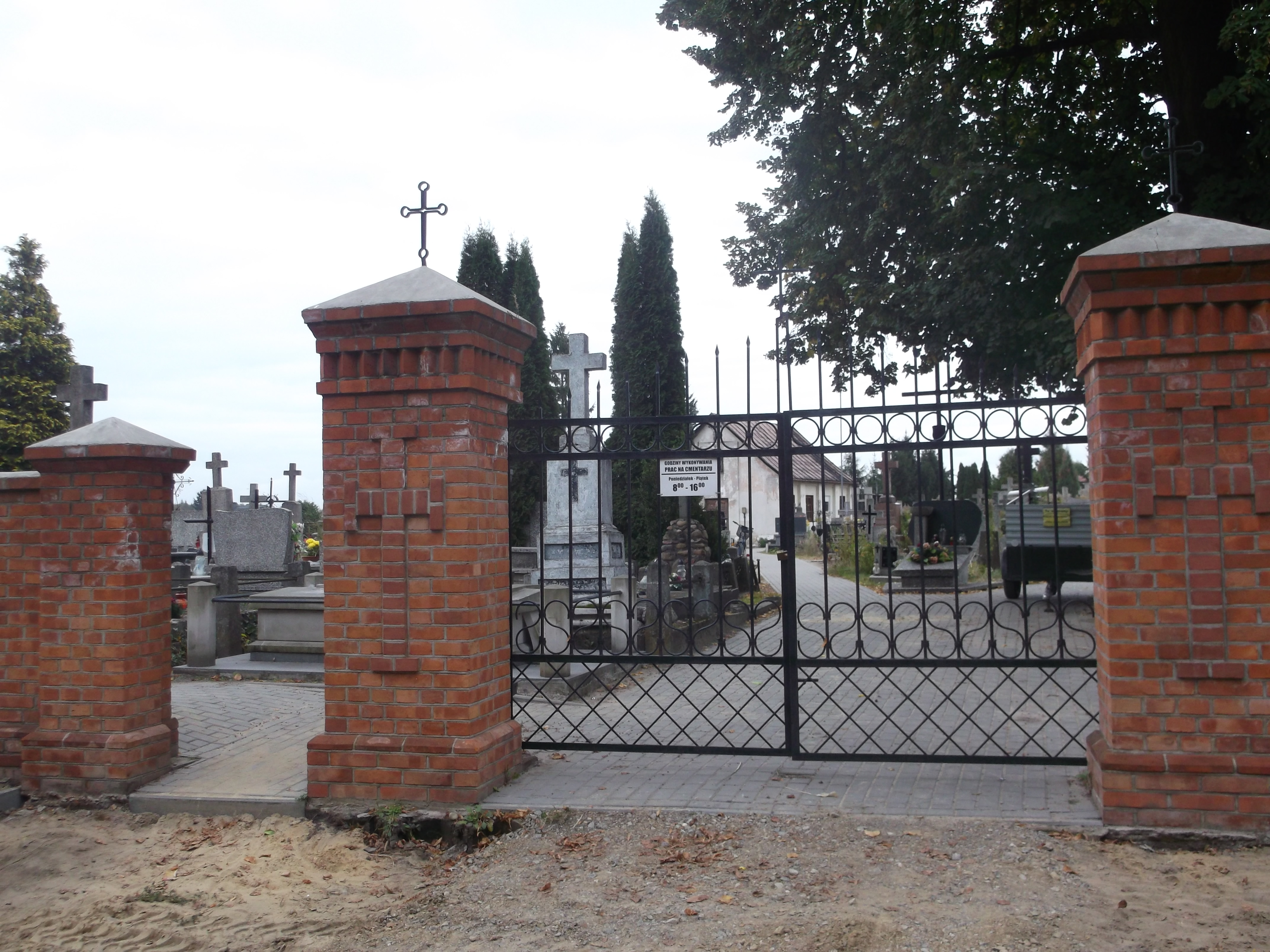
Portão principal do cemitério católico
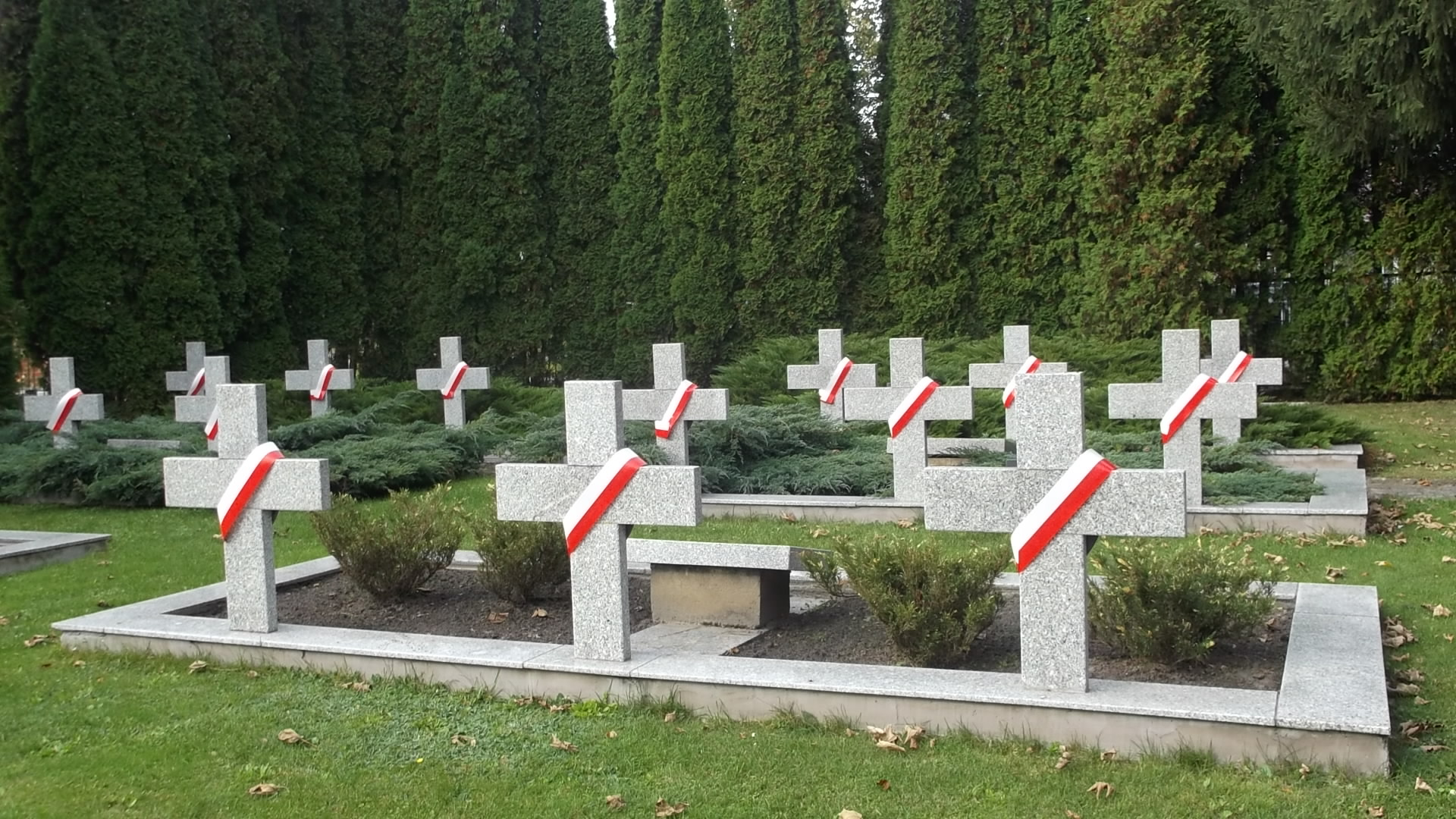
Cemitério dos Soldados do Exército Polonês de 1939
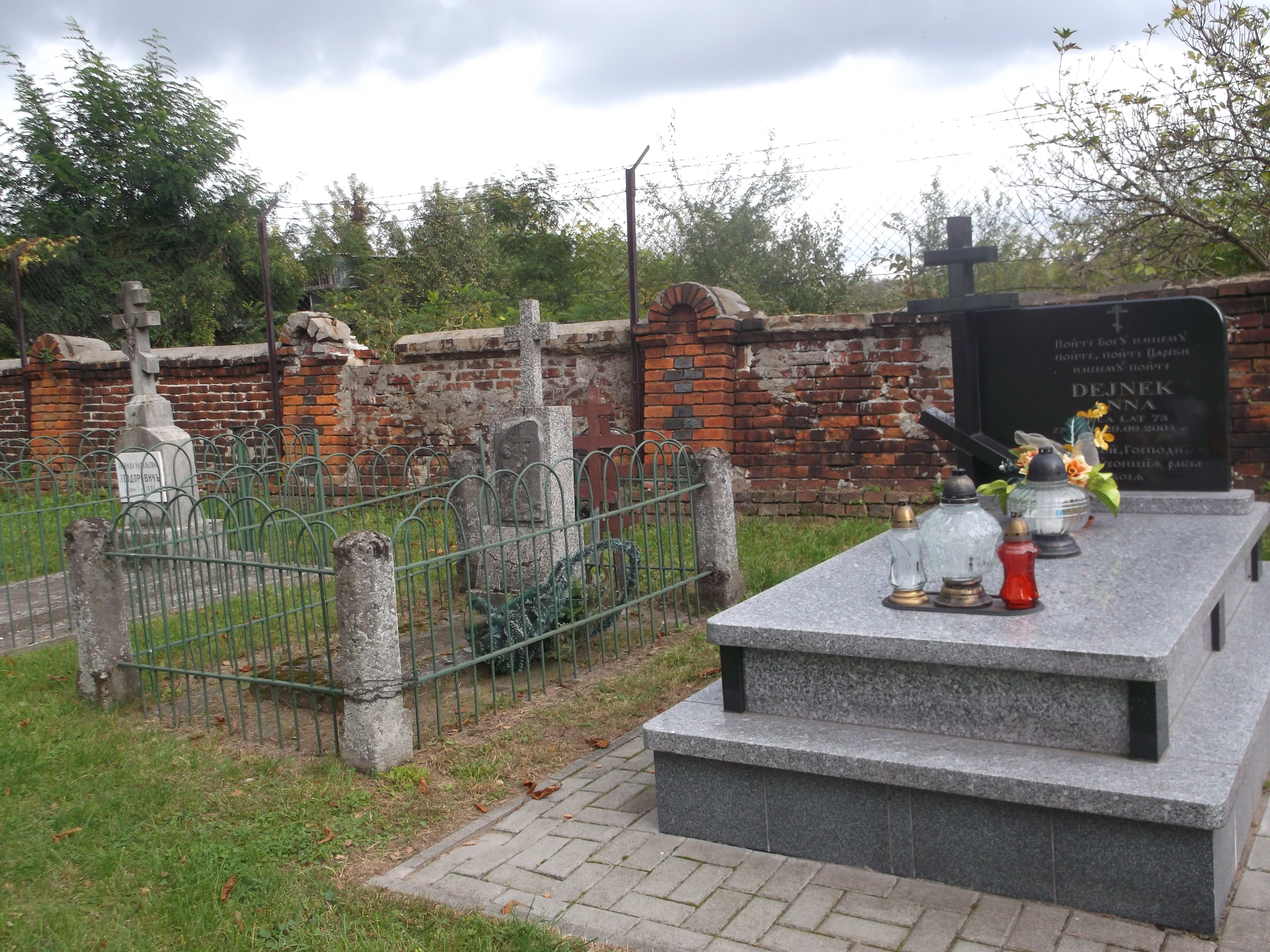
Túmulos do clero localizados atrás da igreja do Nascimento da Bem-Aventurada Virgem Maria
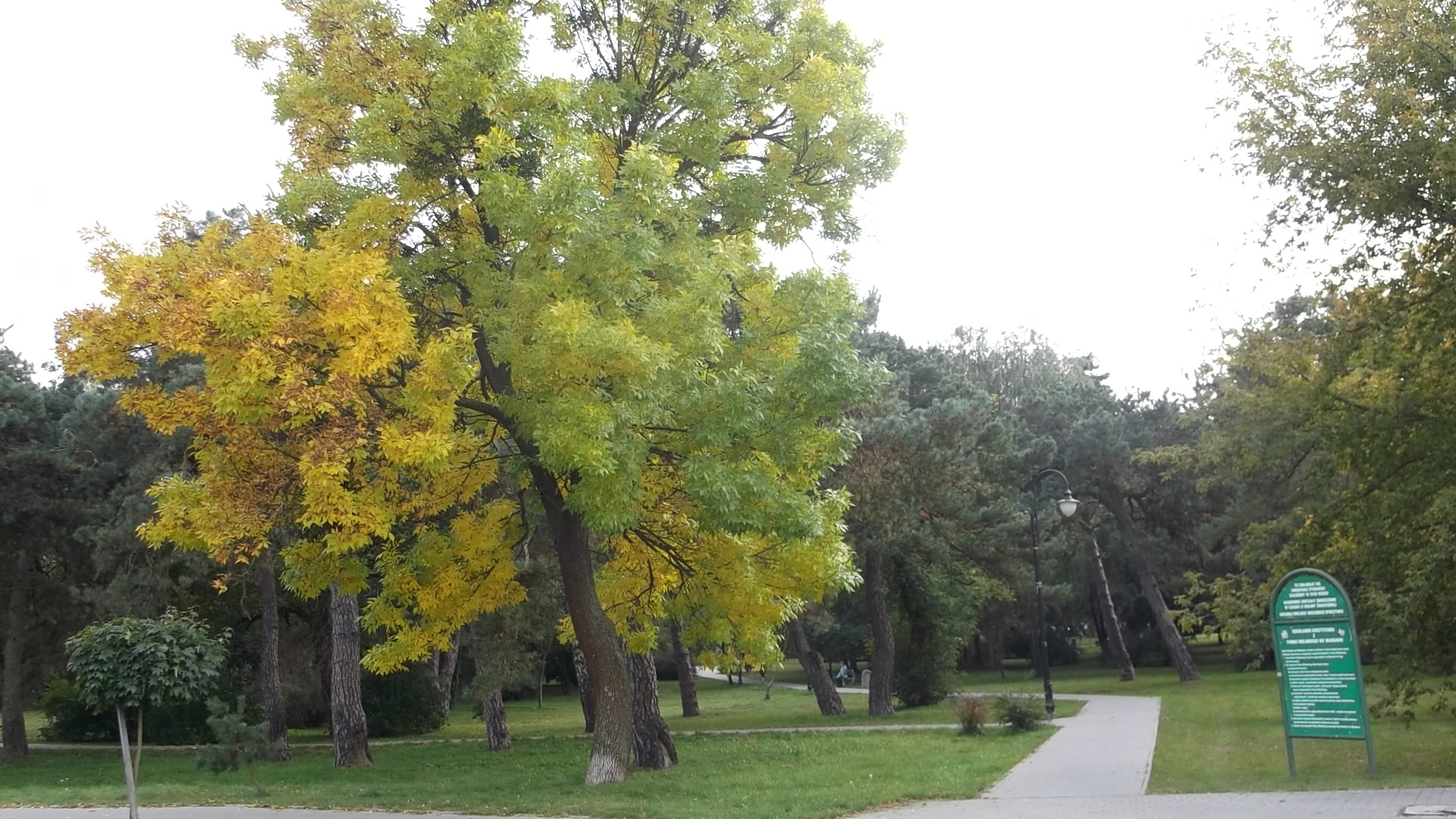
Antigo cemitério judeu, agora Parque da Cidade

## Economia

### Indústrias
Em Włodawa existem fábricas que atuam no ramo de carnes, especializadas no abate de suínos e bovinos, no corte de elementos de carne e na produção de produtos de embutidos: a P.P.H.U. Gramar sp. z o.o. e a Krzysztof Łojewski, sendo atualmente a maior fábrica em Włodawa. Além disso, não há grandes indústrias ou fábricas em Włodawa. A falta de indústria provoca a saída de pessoas da cidade em busca de trabalho em outras cidades maiores.

### Comércio

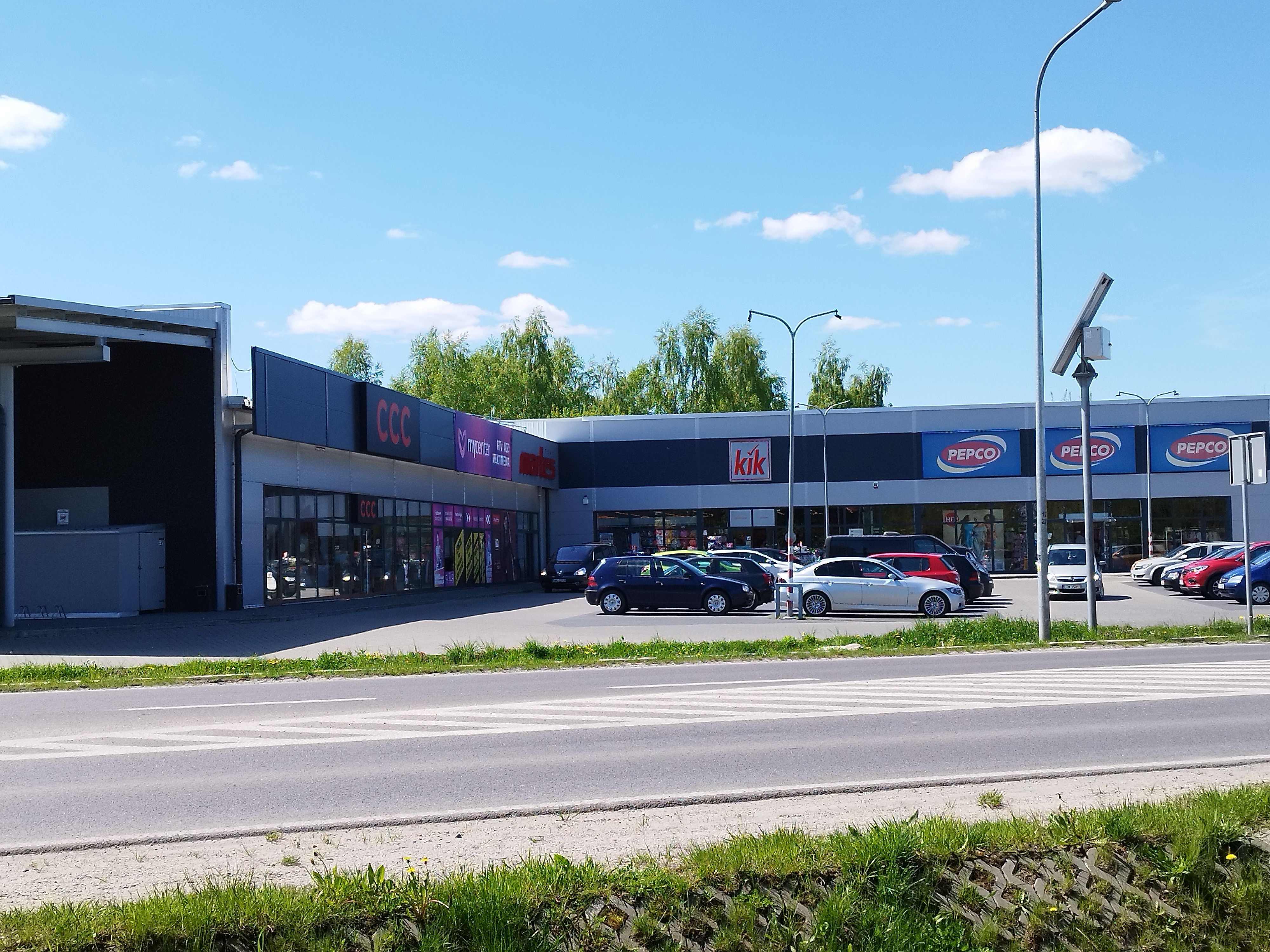
Park Handlowy Włodawa

Em Włodawa, existem 2 supermercados das empresas: Jerónimo Martins e Biedronka; um supermercado Netto, que oferece um formato de varejo, um supermercado Lidl, uma cadeia de docerias da empresa Slawex s.c. Janusz Slawinski, juntamente com uma padaria e um armazém atacadista, e três pequenas mercearias Żabka (rua Rynek 2, rua Chełmska 2 e avenida J. Piłsudskiego 85) e várias outras lojas de várias marcas. Há também o Park Handlowy Włodawa na rua Korolowska 33, inaugurado em 2018, onde estão localizadas as seguintes lojas: CCC, Sinsay, KiK e Pepco. Há também uma loja PSB-Mrówka e Media Expert na cidade. Existem 2 mercados na cidade: “Mały Rynek” na rua Príncipe Andrzeja Sanguszko e o moderno mercado municipal “Mój Rynek” localizado na esquina da rua Długa e rua Lublin.

### Serviços
Existem construtoras operando na cidade, entre elas: FHU Handbud, Wzurib. Os provedores de Internet incluem: ET-Media e Czekaj Serwis. A empresa ECPS Group (Auto-West), que comercializa peças originais e produz peças de reposição para carros de luxo como: Lamborghini, Ferrari, Maserati e muitos outros, tem sua sede na cidade. Existe também a Empresa Municipal de Gestão Municipal, prestação de serviços municipais à cidade. Além das listadas aqui, existem muitas outras empresas de serviços menores.

## Transportes

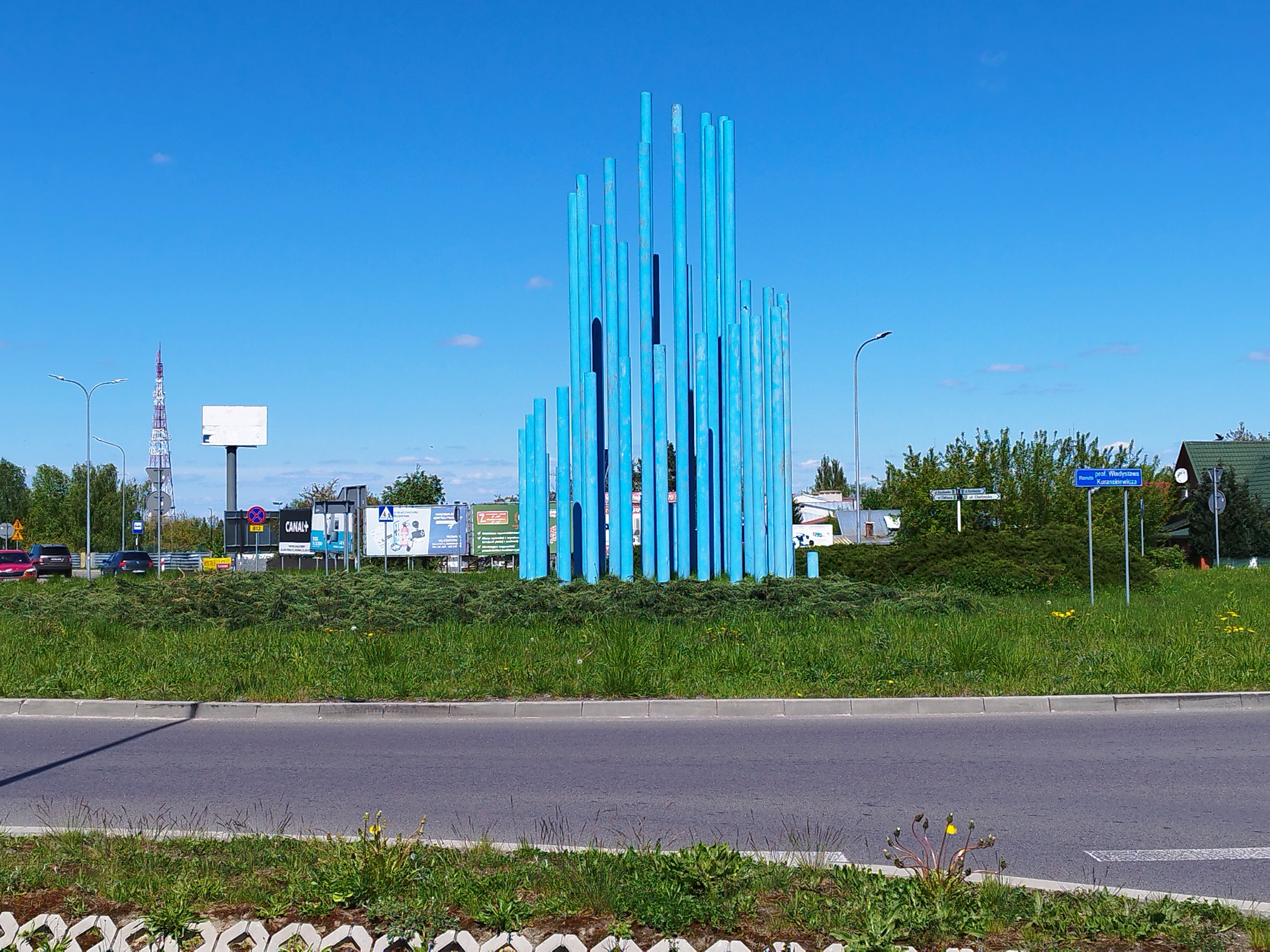
Instalação artística “Monumento do encanador” na rotatória em Włodawa

- Włodawa é um importante entroncamento rodoviário. Estradas nacionais e provinciais se cruzam na cidade:
  -  Estrada nacional n.º 82 Lublin — Włodawa
  -  Estrada provincial n.º 812 Krasnystaw — Chełm — Włodawa — Wisznice — Biała Podlaska
  -  Estrada provincial n.º 816 Zosin — Dorohusk — Włodawa — Sławatycze — Terespol
- A cidade tem conexões de ônibus com: Lublin, Chełm, Varsóvia e muitas outras cidades menores. O transporte é fornecido por transportadoras particulares, por exemplo, TRANS-MAR sp. z o.o., VikiBus e transportadoras individuais.
- Existem 9 linhas de transporte suburbano administradas pelo condado de Włodawa, são elas: n.º 1 Holeszów − Lack − Włodawa, n.º 2 Kosyń − Wola Uhruska − Włodawa, n.º 3 Krzywowierzba − Wyryki − Włodawa, n.º 4 Lubień − Wołoskowola − Włodawa, n.º 5 Urszulin − Hańsk − Włodawa, n.º 6 Sławatycze − Hanna − Włodawa, n.º 7 Hańsk − Szcześniki − Żłobek − Włodawa, n.º 8 Włodawa − Uhrusk − Włodawa e n.º 9 Włodawa − Suchawa − Włodawa.[37]
- A linha ferroviária n.º 81 Chełm − Włodawa passa pela vila suburbana de Orchówek perto de Włodawa, onde está localizada a parada de Włodawa.[38] O tráfego de passageiros nesta rota foi interrompido em novembro de 2002. No entanto, de 11 de agosto a 7 de outubro de 2012, os ônibus ferroviários operaram entre a estação Włodawa e Chełm, reativados com o dinheiro dos governos locais durante a temporada turística. Foi a primeira conexão de passageiros desde 2002.[39] Desde então, trens circulam na linha todos os anos durante a temporada turística. O tráfego regular de passageiros está para voltar a esta linha, em 2019 foi aprovado o programa Kolej+, que inclui a revitalização da linha ferroviária n.º 81 e a reativação da ligação de passageiros entre Chełm e Włodawa, bem como a extensão da linha ferroviária para a própria cidade via Okuninka e a criação da estação Włodawa Miasto.[40] A documentação do projeto para a revitalização da linha férrea está em andamento.[41]
- Em 2011, na avenida J. Piłsudski, uma plataforma de pouso sanitária foi inaugurada.
- Em 30 de setembro de 2016, a PKS Włodawa cessou sua atividade de transporte[42] e um bloco residencial foi construído no local da estação. Em 2018, o Park Handlowy foi construído em Włodawa na rua Korolowska 33 com a parte da estação, para o qual ela deveria ser transferida,[43] no entanto, os planos foram abandonados e o conselho da cidade decidiu construir a estação como parte dos Investimentos Territoriais Integrados.[44]
- No passado, o transporte público funcionou na cidade e está planejado para ser usado novamente.[45]
- Uma passagem de fronteira rodoviária Włodawa-Tomaszówka foi planejada na cidade.

## Cultura

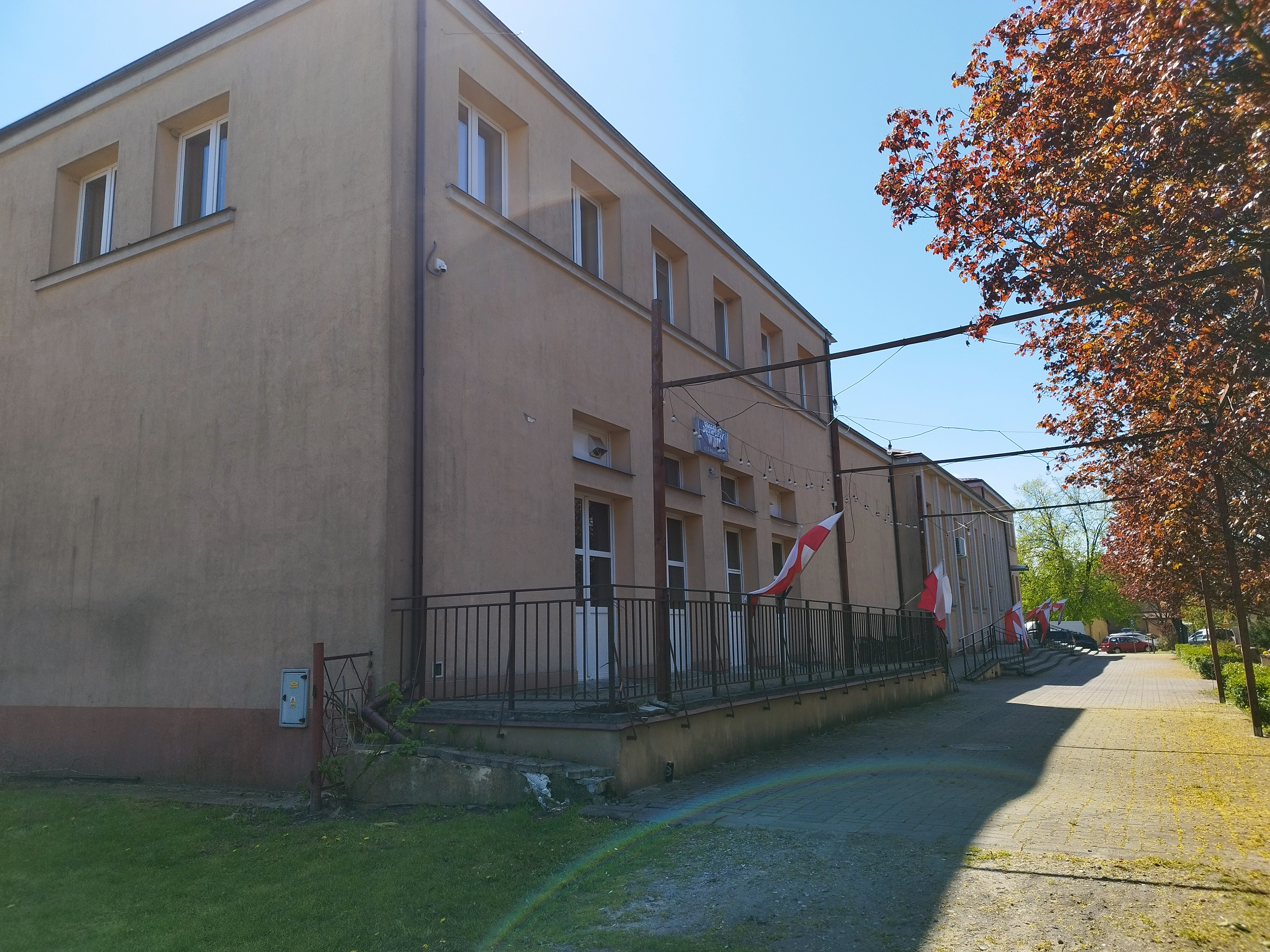
Casa da Cultura

Durante séculos, Włodawa foi uma cidade onde poloneses, rutenos (ucranianos) e judeus, que constituíam mais de 60% de sua população da cidade até a Segunda Guerra Mundial, viviam em harmonia lado a lado. A tradição do multiculturalismo é comemorada e cultivada pelo Festival anual das Três Culturas (judaica, polonesa e rutena, relacionadas a três religiões: catolicismo, ortodoxia e judaísmo). Włodawa também hospeda anualmente o Verão Internacional da Polônia com Folclore, durante o qual bandas de todo o mundo, vêm a Włodawa e participam de um desfile cerimonial pelas ruas da cidade e, em seguida, se apresentam na concha acústica da cidade.
Instituições culturais
- Centro Cultural Juvenil Oskar Kolberg (MDK), rua Partyzantów 17[46] − é responsável por ministrar aulas com os jovens. O MDK organiza vários tipos de aulas, nomeadamente: aulas de arte, de ritmo, de dança contemporânea, de canto, de teatro, de balé clássico e de informática e multimídia. No MDK funciona o Grupo de Dança Folclórica “Włodawiacy”, no qual participam maioritariamente alunos das classes VI, VII e VIII do ensino básico, mas também alunos do ensino secundário. O repertório do grupo inclui danças nacionais: cracoviana com lajkonik, kujawiak com oberek, polonesa e danças regionais: Lublin e Cassubiana. O grupo representa a instituição nos Festivais de Conjuntos de Danças Folclóricas Infantis “Taneczny Krąg”, que acontece em Przemyśl, Resenhas Provinciais de Conjuntos de Danças Folclóricas em Włodawa, Encontros Nacionais de Grupos de Danças Folclóricas Infantis “Lasowiaczek” em Stalowa Wola, ganhando prêmios e distinções. O grupo participa de eventos pontuais organizados pela unidade, bem como eventos organizados por autoridades governamentais locais na cidade e no condado.[47]
- Casa da Cultura de Włodawa (WDK), avenida J. Piłsudskiego 10[48] − atuando como instituição da comuna municipal desde 1953, é responsável pela difusão da cultura em Włodawa. Por meio de iniciativas artísticas, educativas e sociais, engaja os moradores na cocriação de eventos culturais. A WDK organiza exposições, encontros com autores, vernissages, workshops, bem como eventos regulares. O Grupo de Dança Folclórica “Polesie” opera no WDK, que inclui uma banda, grupos de dança e conjuntos vocais.
- Biblioteca Pública Municipal, rua Przechodnia 13[49] − a instituição cultural mais antiga do distrito de Włodawa, operando desde 1946. Além de suas tarefas estatutárias, ou seja, coletar e compartilhar coleções, ela está envolvida em várias atividades culturais. As atividades incluem vernissages, encontros com autores, workshops, atividades para os mais novos e seniores. O edifício abriga um espaço de exposição permanente. A instituição está envolvida em diversas ações, programas e projetos de abrangência nacional: Clubes de Discussão do Livro, Leitura Nacional, Noite das Bibliotecas, Pequeno Livro − Grande Homem, Programa de Desenvolvimento de Bibliotecas.
- Museu do Complexo da Sinagoga, rua Czerwonego Krzyża 7[50] − Complexo de sinagogas, localizado em um complexo de edifícios pós-sinagoga. A instituição apresenta uma exposição permanente que mostra o patrimônio cultural da cidade e da região, as tradições locais, a história do cruzamento de culturas e a singularidade da fronteira. O Museu é o organizador do Festival das Três Culturas, o evento cultural mais importante e cíclico.
- Escola Primária de Música, rua Szkolna 7[51] − iniciou suas atividades em 1 de setembro de 2015, é uma escola de arte pública, a única de seu tipo na cidade, fornecendo as bases da educação musical e preparando-se para o ensino superior em uma escola de música de segundo grau ou superior. O órgão fundador e gestor da Escola é a Prefeitura de Włodawa. A supervisão pedagógica da Escola é exercida pelo Ministro da Cultura e do Patrimônio Nacional através do Centro de Educação Artística de Varsóvia.
- Biblioteca Pedagógica, rua Sierpinski 4

Eventos cíclicos
- Festival das Três Culturas[52]
- Verão Folclórico Internacional da Polésia[53]
- Dias de Włodawa[54]
- Fogueiras da Polésia[55]
- Festival de Artes Naturais “Zew Natury”[56]
- Festival de Culinária e Energia Feminina “Krasowe smaki i talenty”[57]
- Triponto Literário Internacional[58]
- Procissão dos Três Reis Magos[59]
- Corrida da Trilha do Lobo em homenagem aos Soldados Amaldiçoados[60]
- Moto-Majówka[61]
- Tor Wrak Race[62]
- Festival de Arte de Rua[63]
- Festival de Food Truck[64]

## Educação

### Pré-escolas
- Jardim de infância de integração municipal, rua Szkolna 5[65]
- Jardim de infância municipal n.º 1, rua Słowackiego 16[66]
- Jardim de infância municipal n.º 2, rua Zbigniewa Sierpińskiego 4[67]
- Jardim de infância particular “Mała Akademia”, rua 11 Listopada 5b[68]

### Escolas primárias
- Escola Primária n.º 2, rua Kopernika 3[69]
- Escola Primária n.º 3, rua Zbigniewa Sierpińskiego 4[70]
- Escola Primária Especial n.º 4, rua Partyzantów 13[71]

### Escolas secundárias
- Escola secundária Tadeusz Kościuszko, rua Szkolna 1[72]
- Complexo de Escolas Profissionalizantes n.º 1 e Escola Secundária n.º 2, rua Modrzewskiego 24[73]
- Escola Profissionalizante Básica Especial, rua Partyzantów 13

## Comunidades religiosas

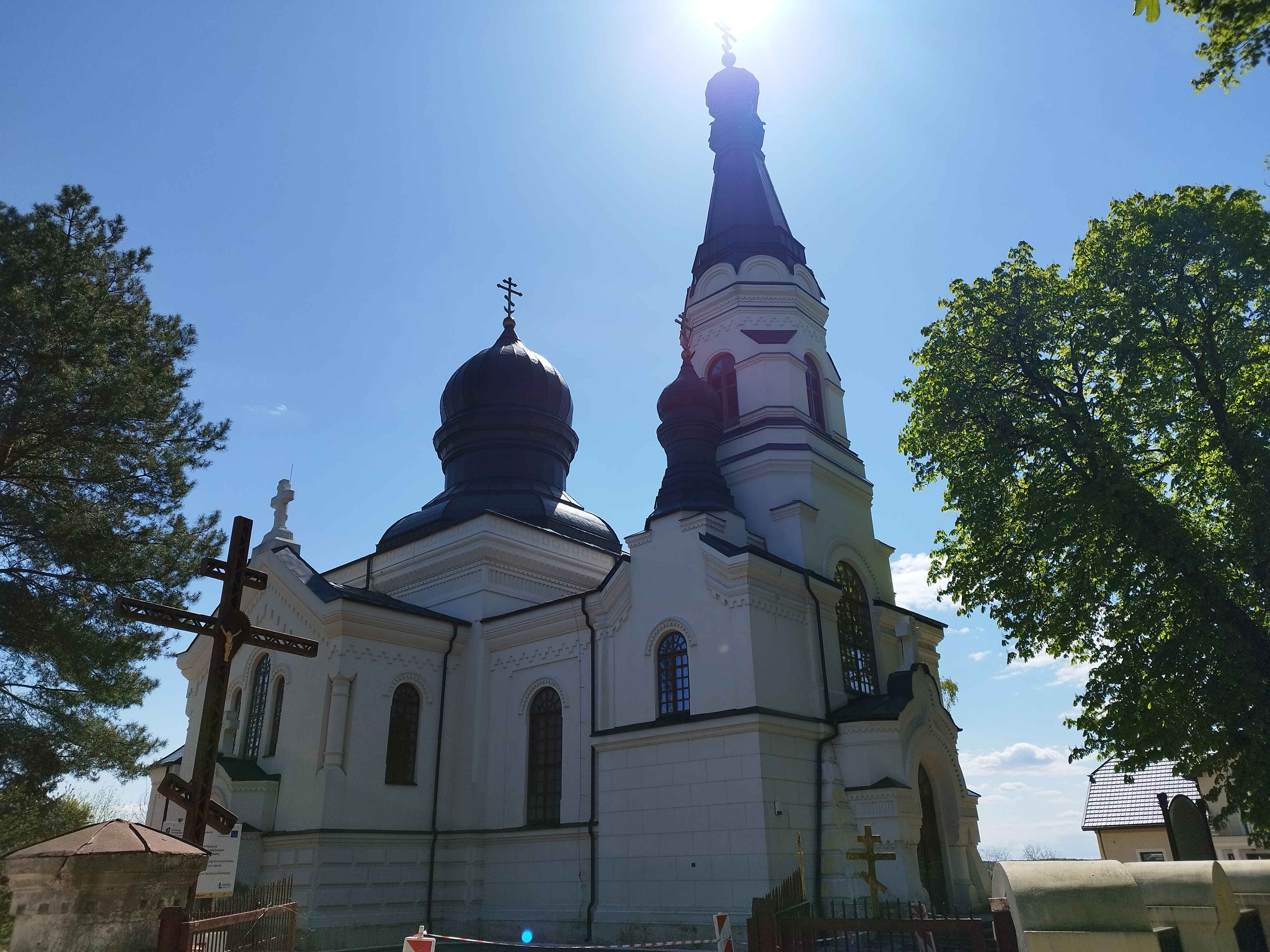
Igreja ortodoxa (anteriormente greco-católica)

As seguintes igrejas e associações religiosas realizam atividades na cidade:
- Igreja Católica na Polônia:
  - Paróquia do Sagrado Coração de Jesus[74]
  - Paróquia de São Luís[75]
- Igreja Ortodoxa Polonesa:
  - Paróquia da Natividade da Bem-Aventurada Virgem Maria[76]
- Igreja Adventista do Sétimo Dia:
  - Igreja em Wlodawa[77]
- Testemunhas de Jeová:
  - Igreja em Włodawa (Salão do Reino, rua Światowida 19)

### Turismo
Devido à falta de indústria, a cidade depende principalmente do turismo. O vizinho lago Białe atrai inúmeros turistas que vão às compras em Włodawa ou visitam os monumentos, ou museus. Apesar de uma localização tão conveniente, a cidade tem acomodações e serviços de alimentação ruins, que, na verdade, estão concentrados em uma área próxima a Okuninka. No entanto, existem vários hotéis e estabelecimentos de gastronomia em Włodawa, tais como: Gościniec Podkowa, Kawiarnia Centrum, Bar 816, Bistro Trójstyk, Bistro JaGa, Kameleon, Atmosfera Caffe, Restaurante Venus, Panorama Café, Bordo Café, Sivas Kebab, MyKebab.
Trilhas turísticas
- Ciclovia do rio Bug[78]

## Conjuntos habitacionais
Włodawa costumava ser dividida em distritos. Os distritos foram abolidos depois que um deles (Orchówka) se separou. Oficialmente a cidade não está mais dividida em conjuntos habitacionais ou distritos, suas áreas agora são nomeadas apenas convencionalmente ou pelo nome de conjuntos habitacionais, local, tradições ou ruas circundantes.
- Podzamcze — está localizado na área entre os rios Bug e Włodawka e a igreja de São Luís. A sua urbanização é maioritariamente constituída por moradias unifamiliares.
- Kraszewskiego — outro dos bairros residenciais de Włodawa, está localizado nos limites das ruas Chełmska, Waligóra, Zabagona e Kraszewskiego. O seu desenvolvimento consiste principalmente em casas unifamiliares. Nos primeiros anos de existência da povoação, era comumente chamada “Nowy Holeszów”, por alguns dos primeiros residentes da povoação terem vindo da aldeia de Holeszów e dos seus arredores da comuna de Hanna. Até hoje, é coloquialmente designada por “Holeszów”.
- Cegielnia — é o mais novo conjunto habitacional da cidade. Está localizado a nordeste da rua Chełmska e o conjunto habitacional Holeszów. É composto por casas unifamiliares, foi criado em 2016.[80]
- Zabagonie — está localizado na rua de mesmo nome, consiste principalmente em casas unifamiliares.
- Śródmieście — está localizado na rua Lubelska e avenida Józef Piłsudski. Seu centro é considerado extraoficialmente como a interseção das ruas mencionadas. Nas suas instalações existe um cemitério paroquial e muitas casas unifamiliares.
- Wojska Polskiego — o bloco de apartamentos mais antigo de Włodawa, composto por vários blocos de origem pós-militar, localizado na rua Wojska Polskiego. Os blocos serviram como apartamentos para o pessoal da antiga base militar em Włodawa.
- Piastowska — localizado entre a rua 1000 lecia PP e rua Kotlarska. Composto por 3 edifícios altos, um bloco em L com pavilhão comercial e 2 blocos de cinco andares. Foi o primeiro conjunto habitacional cooperativo em Włodawa.
- Rynek — localizado entre a rua Rynek e rua Trębacka, consiste em vários edifícios residenciais e 2 quarteirões, um dos quarteirões do conjunto habitacional (Rynek 4) tem o famoso relógio de sol de Włodawa em sua fachada na parte leste.
- Tysiąclecia — nomeado em homenagem ao 1000.º aniversário do Estado polonês, localizado na rua de mesmo nome, é atualmente composto por 7 blocos de cinco andares.
- Koszary — localizado no local de uma antiga unidade militar, existe um posto da Guarda Fronteiriça, várias empresas prestadoras de serviços, edifícios sociais, casas unifamiliares e um Centro de Serviços Sociais do Condado.
- Jubileuszowe — outro dos conjuntos habitacionais cooperativos. Está localizado entre a rua Wyrykowska e a rua Suchawska. Consiste em 4 blocos de três andares e duas escadas, cobertos por uma fachada de estanho amarelo.
- Reymonta — consiste em 3 blocos habitacionais: Reymonta I, II e III e está localizado entre as seguintes ruas: avenida João Paulo II, rua Pocztowa, rua Romuald Mielczarski e rua Przechodnia. É o maior conjunto habitacional em bloco da cidade. É um dos conjuntos habitacionais mais conhecidos, muitas vezes referido coloquialmente como o conjunto habitacional latoeiro. O seu nome deve-se às chapas cinzentas utilizadas para isolar as fachadas dos blocos do bairro residencial Reymonta I. É a sede do edifício comercial na rua Przechodnia 22 e do Jardim de Infância Municipal n.º 1.
- Wspólna — localizado na rua Wspólna em frente à Inspetoria Florestal de Włodawa e nas proximidades do cemitério municipal. É composto por dois blocos de três andares.
- Parkowe — localizado entre a rua Chełmska e a avenida Jana Pawła II, o nome vem do local próximo ao parque da cidade.
- Garbarskie — localizado entre a rua Chełmska e a avenida Jana Pawła II. É composto por 3 blocos.
- Białe – localizado entre a rua Chełmska e a rua Korolowska, consiste em 5 blocos de apartamentos. Dos quatro originalmente planejados, foram construídos três edifícios de três andares com telhados de empena coloridos. Foram projetados nas plantas em forma de L (rua Korolowska 18 e 16) e em forma de ferradura (rua Chełmska, 23). A área residencial também inclui um pequeno bloco de uma escada (rua Adama Mickiewicza, 4) e um bloco moderno de duas escadas recentemente construído na rua 21A Chełmska, localizado na área de manobra da antiga estação PKS Włodawa.
- Kleeberga — está localizado na área delimitada pelas seguintes ruas: Chełmska, Lubelska e Korolowska. O conjunto habitacional cooperativo do General Kleeberg, composto por sete blocos, foi originalmente projetado para ser construído com a recém-construída Escola Primária n.º 3, também em homenagem ao General Kleeberg, apenas 3 blocos foram construídos do plano original, e as fundações para o quarto bloco foram iniciadas e interrompidas, e a vala para as fundações do quinto bloco, posteriormente, o quarto bloco foi construído, mas não conforme o plano original, que presumia que seria construído em um plano em forma de L como o bloco vizinho (Chełmska 8), a vala restante foi aterrada e um estacionamento foi construído sobre ela, e a vala do quinto bloco foi aterrada por ser usada como lixão de construção. Atualmente, um moderno conjunto habitacional pode ser construído no lugar dos blocos cinco, seis e sete planejados, mas a data de sua construção é atualmente desconhecida.
- Słoneczny Dom — um conjunto habitacional composto por 3 blocos de apartamentos construídos em estilo moderno por uma construtora particular. Ele está localizado entreas ruas Lubelska, Zbigniew Sierpiński e Chełmska.
- Lalki — um conjunto habitacional composto pelas seguintes ruas: Rzeckiego, Izabeli Łęcka e Wokulski. Ele está localizado perto do conjunto Zabagonie. Os nomes das ruas que compõem este conjunto vêm dos nomes e sobrenomes dos personagens do romance “A Boneca” (“Lalka”) de Bolesław Prus − é daí que vem o nome deste conjunto.
- Kamienne — conjunto habitacional de moradias unifamiliares situado em ruas com nomes de vários tipos de pedras (principalmente pedras preciosas), na sua área existe a paróquia do Sagrado Coração de Jesus.

## Estrutura da área e traçado urbano
Os edifícios de Włodawa estendem-se meridionalmente ao longo do rio Bug, a fronteira oriental da cidade. O eixo dos edifícios são duas ruas paralelas, ou seja, avenida Jana Pawła II e rua J. Piłsudskiego, passando no norte na rua Długa, e no sul na rua Kraszewski.
A parte sul de Włodawa é caracterizada por habitações unifamiliares compactas, que, indo para o norte, dão lugar a casas geminadas. A cidade na parte central é dividida em dois setores. No setor leste da parte central existe um grande mercado quadrado, na parte central do qual existe um complexo de barracas e açougues (O Quadrilátero). Há muitos prédios históricos ao redor da própria praça do mercado e nas estreitas ruas laterais que se ramificam dela. Nesta área existem três pérolas arquitetônicas de Włodawa, nomeadamente a igreja barroca (século XVIII) com o mosteiro adjacente (século XVII), a sinagoga (século XVIII) e a igreja ortodoxa (século XIX). O setor oeste da parte central é caracterizado por habitações multifamiliares (blocos de 2 a 5 andares), bem como edifícios de serviços e industriais (especialmente ao longo da rua Lubelska).
A zona norte da cidade é constituída principalmente por habitações unifamiliares, com exceção do conjunto habitacional militar localizado nesta zona (blocos de 3-5 andares), bem como blocos de apartamentos na zona das ruas Wspólna, Sybiraków e Szpitalna (3 andares). A parte mais ao norte (nordeste) da cidade é a área da antiga unidade militar (atualmente edifícios unifamiliares e industriais de serviços).
Segundo dados de 2021, Włodawa tem uma área de 18,0 km², incluindo:
- Terras agrícolas: 50%
- Terras florestais: 10%.

A cidade constitui 1,49% da área do condado de Włodawa.

Desenvolvimento de ruas e praças (2009)
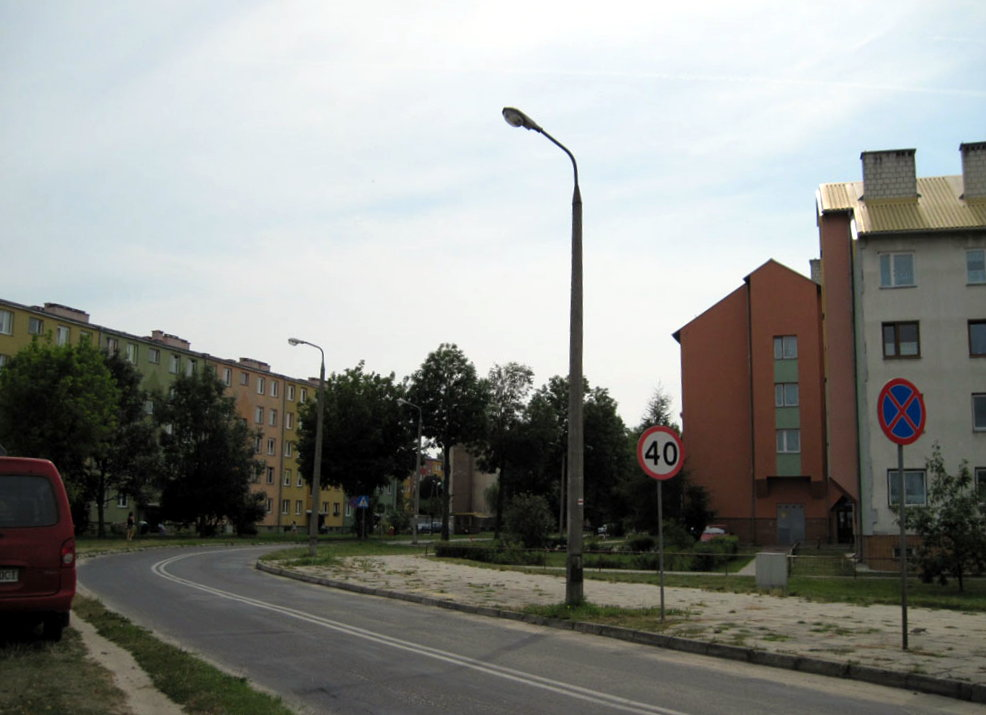
Rua Chełmska
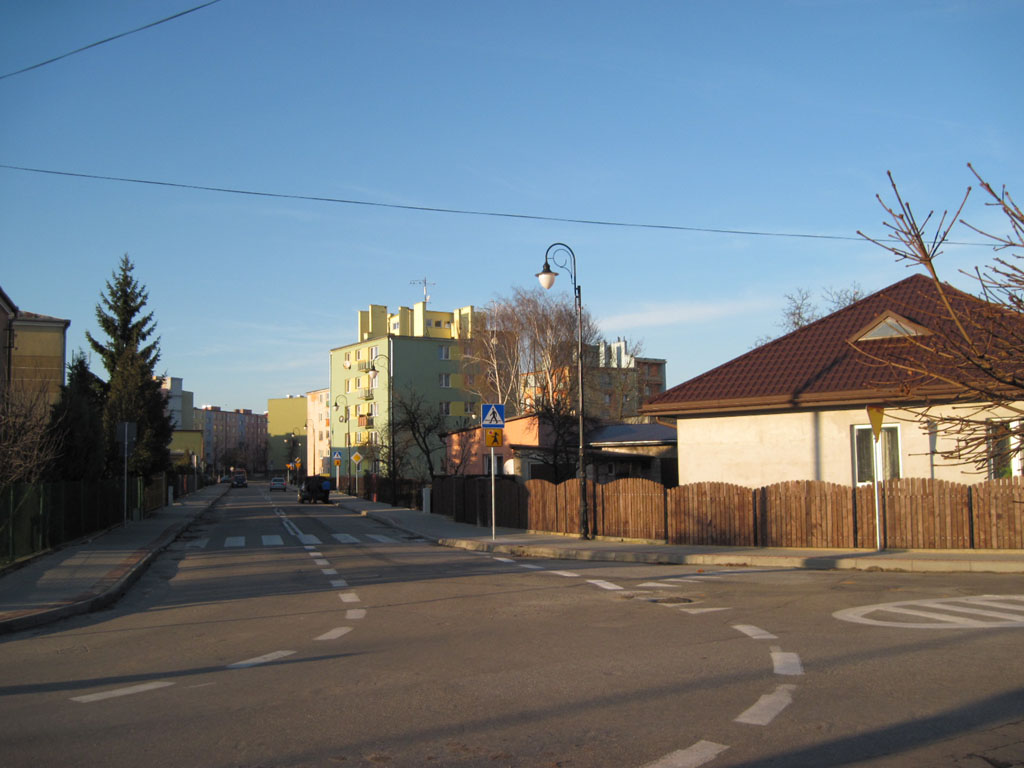
Rua Furmańska
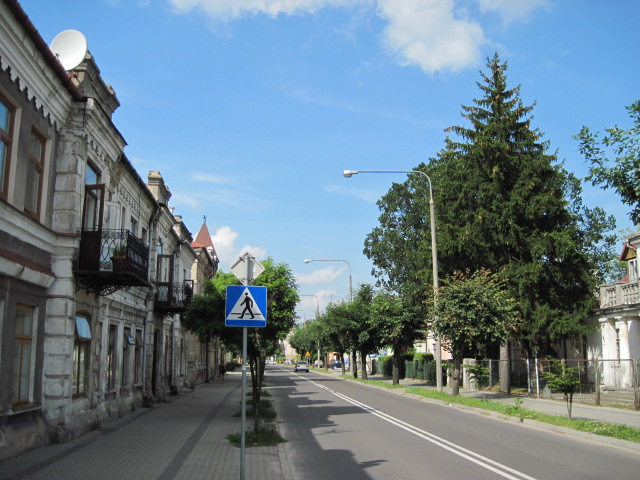
Avenida Piłsudskiego
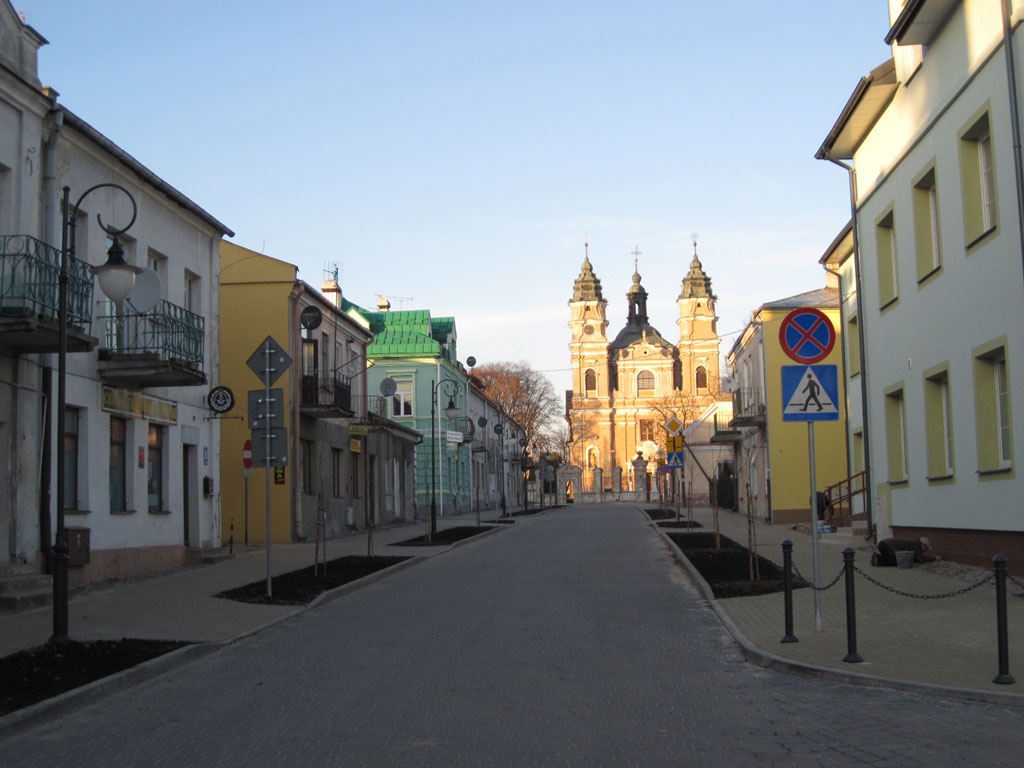
Rua Kościelna
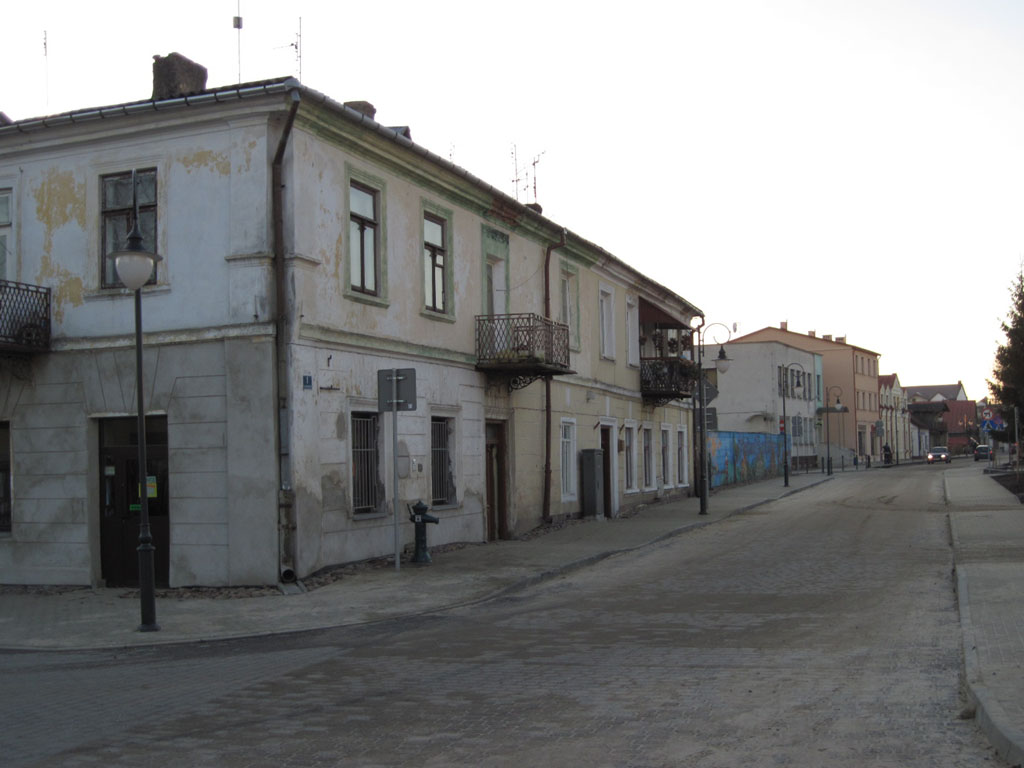
Rua Listopada 11
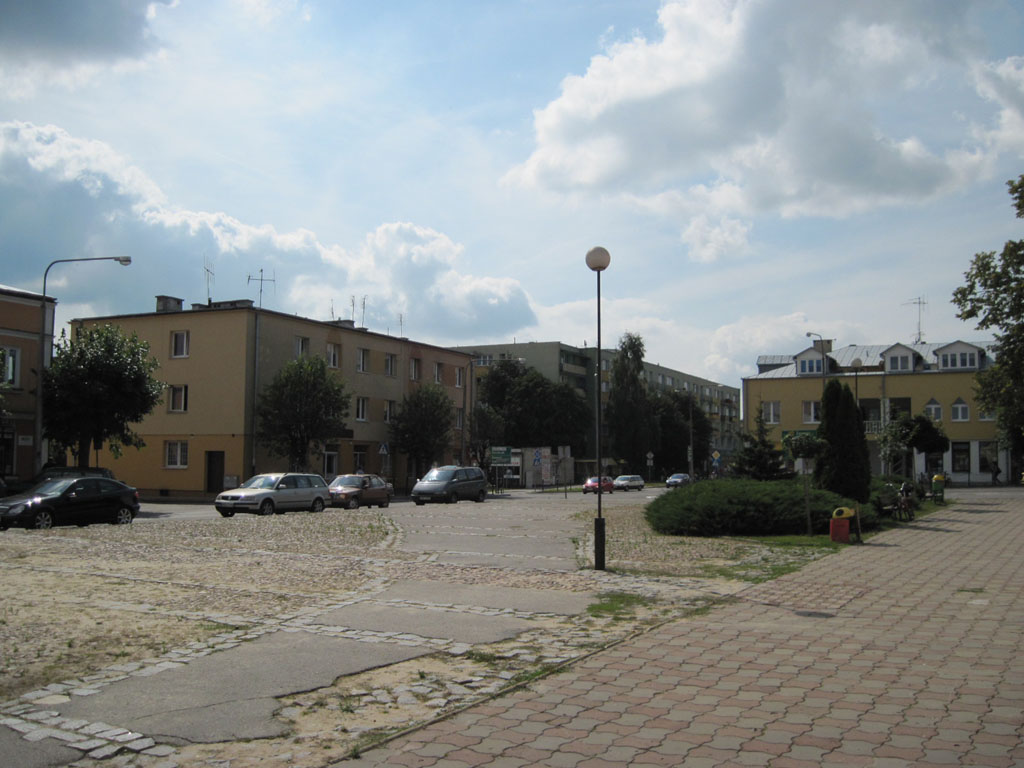
Fachada sudoeste da praça principal

Desenvolvimento de ruas e praças (2023)
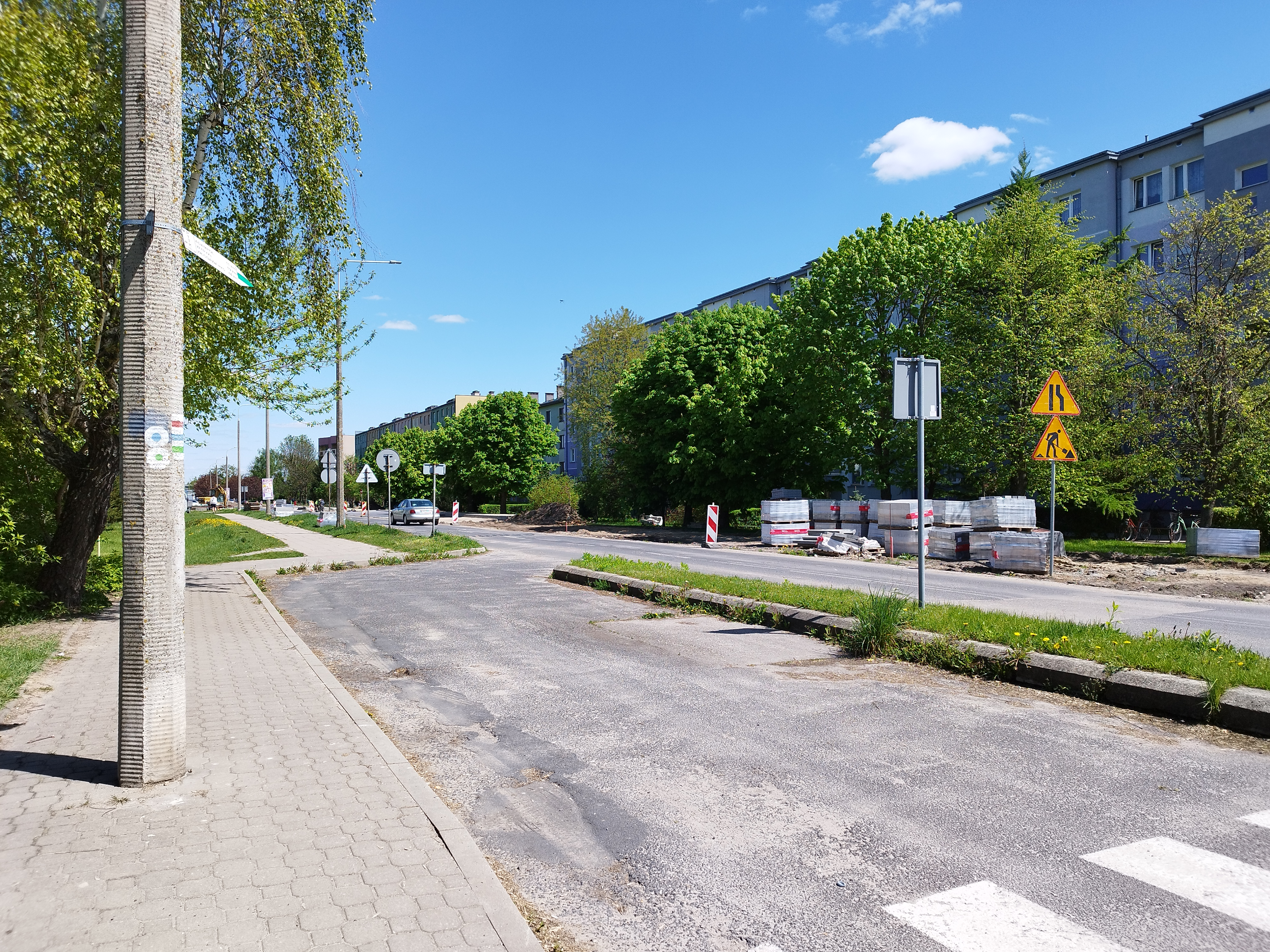
Rua Chełmska
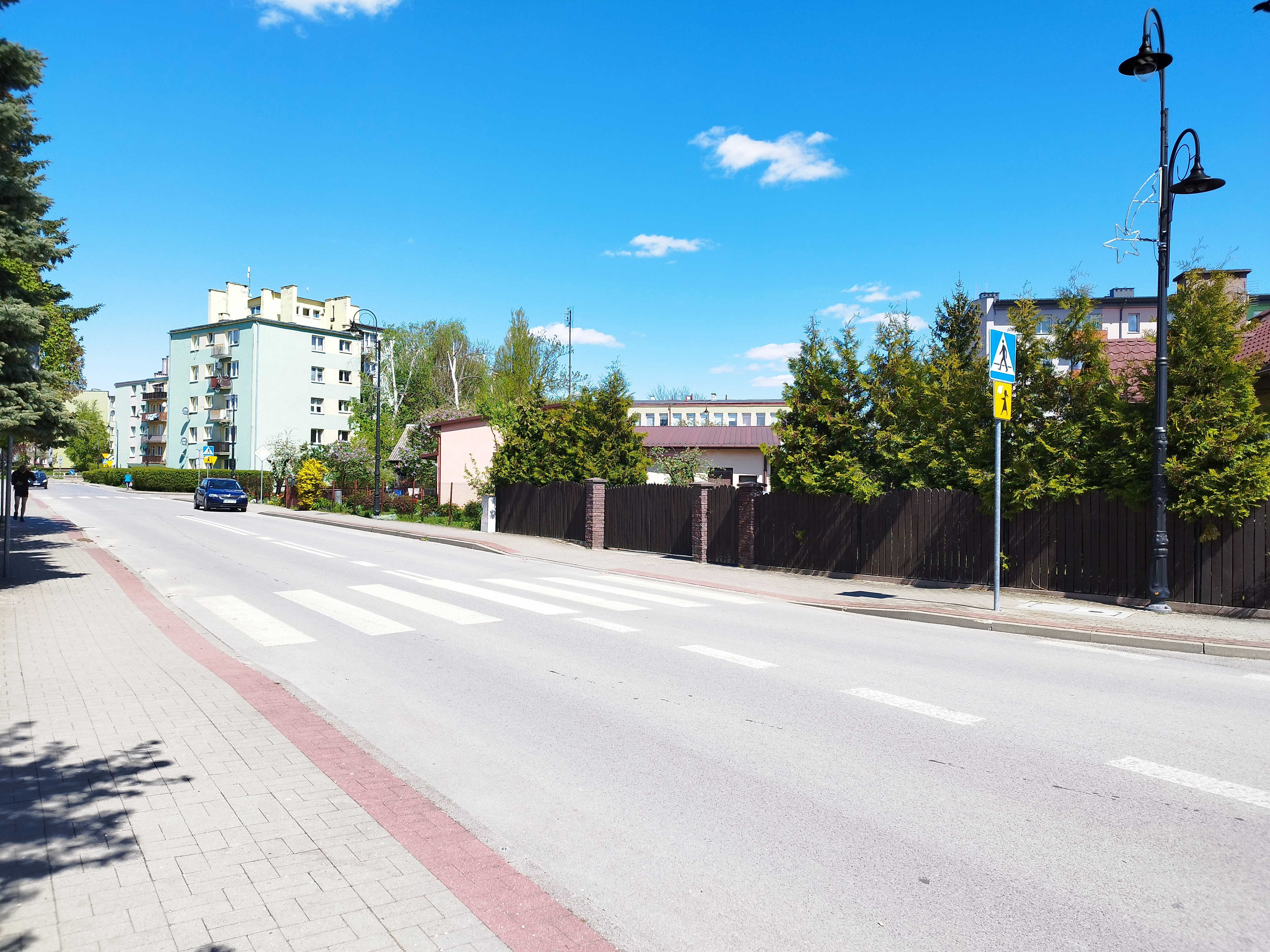
Rua Furmańska
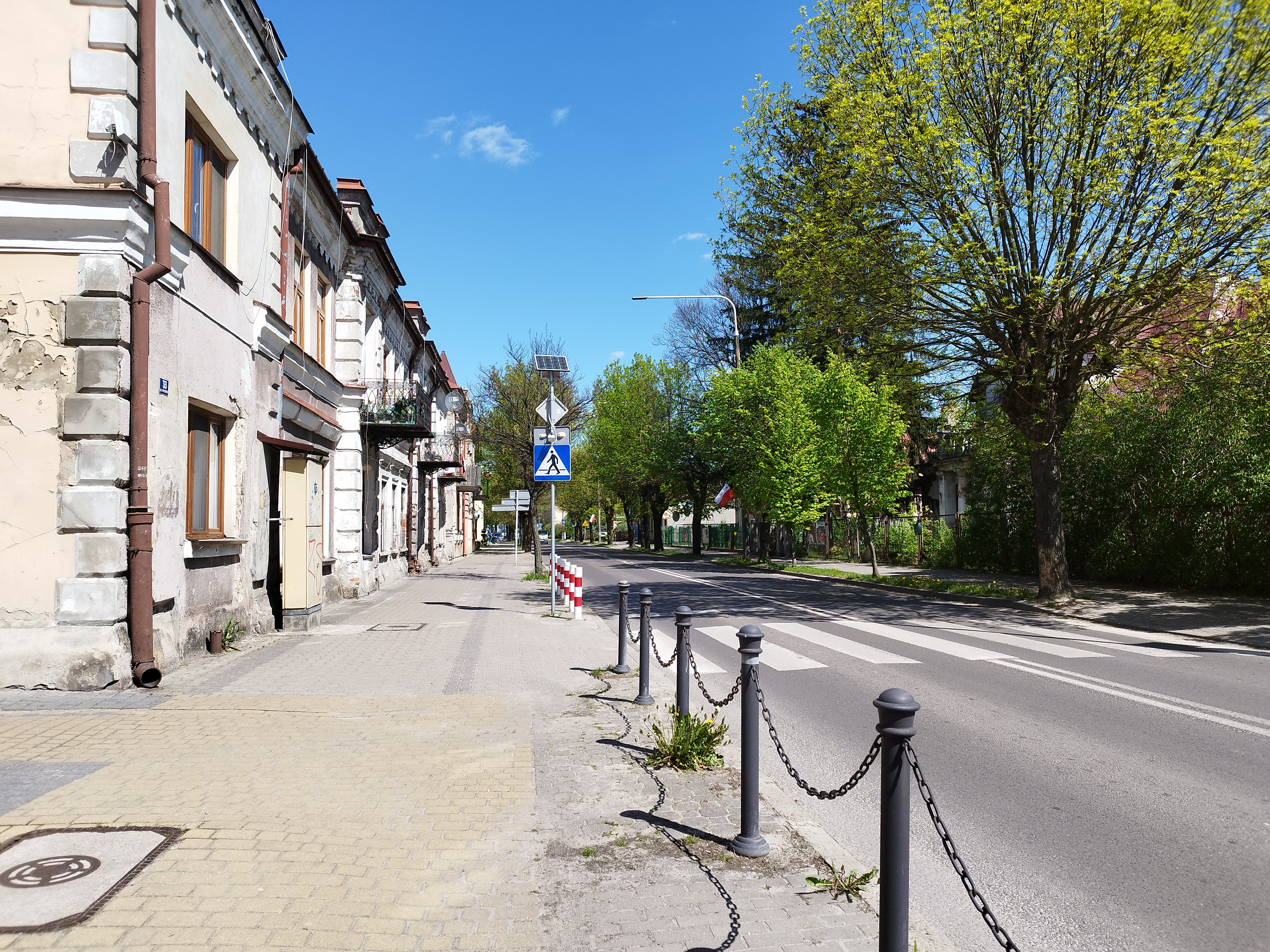
Avenida Piłsudskiego
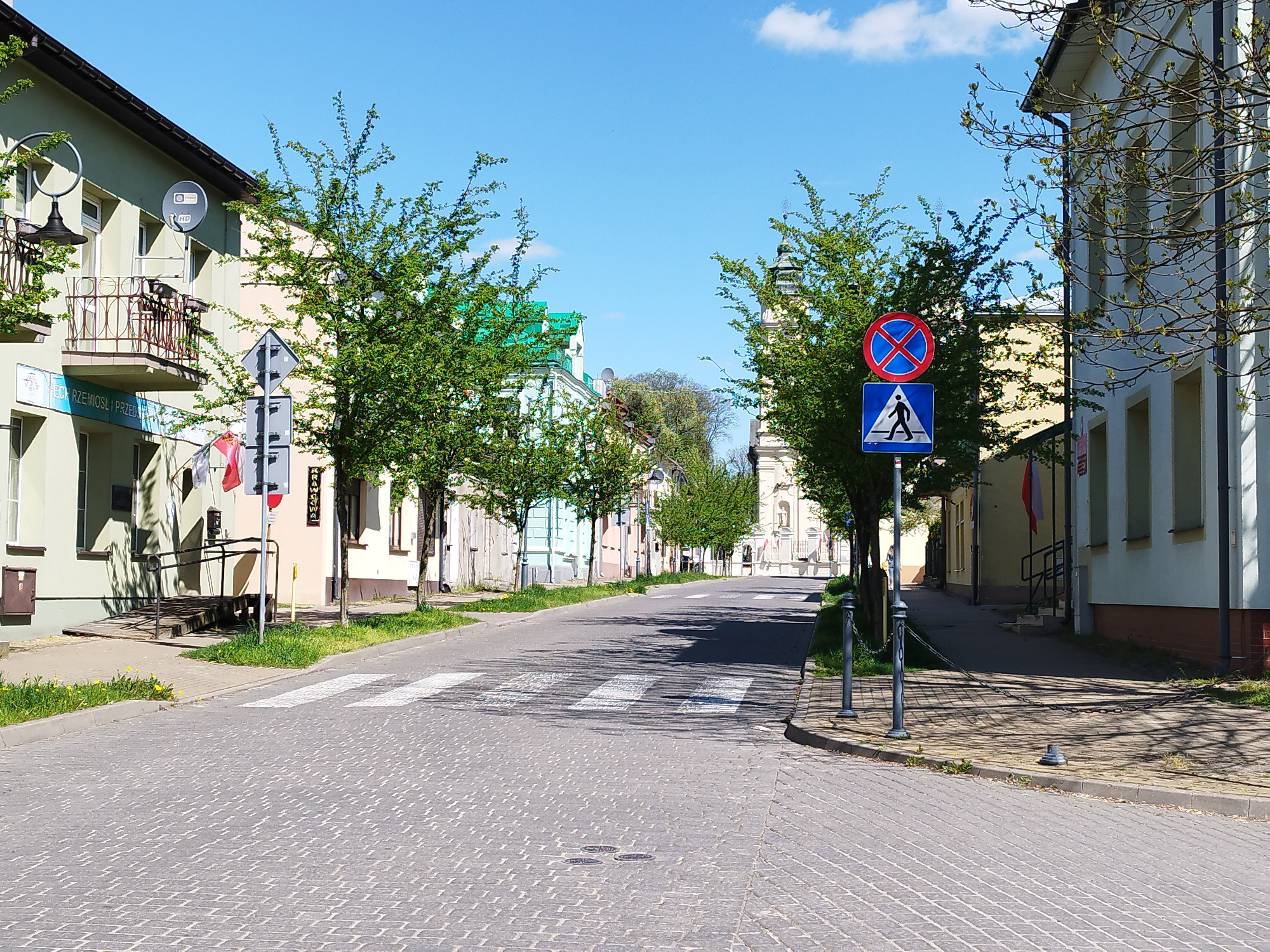
Rua Kościelna
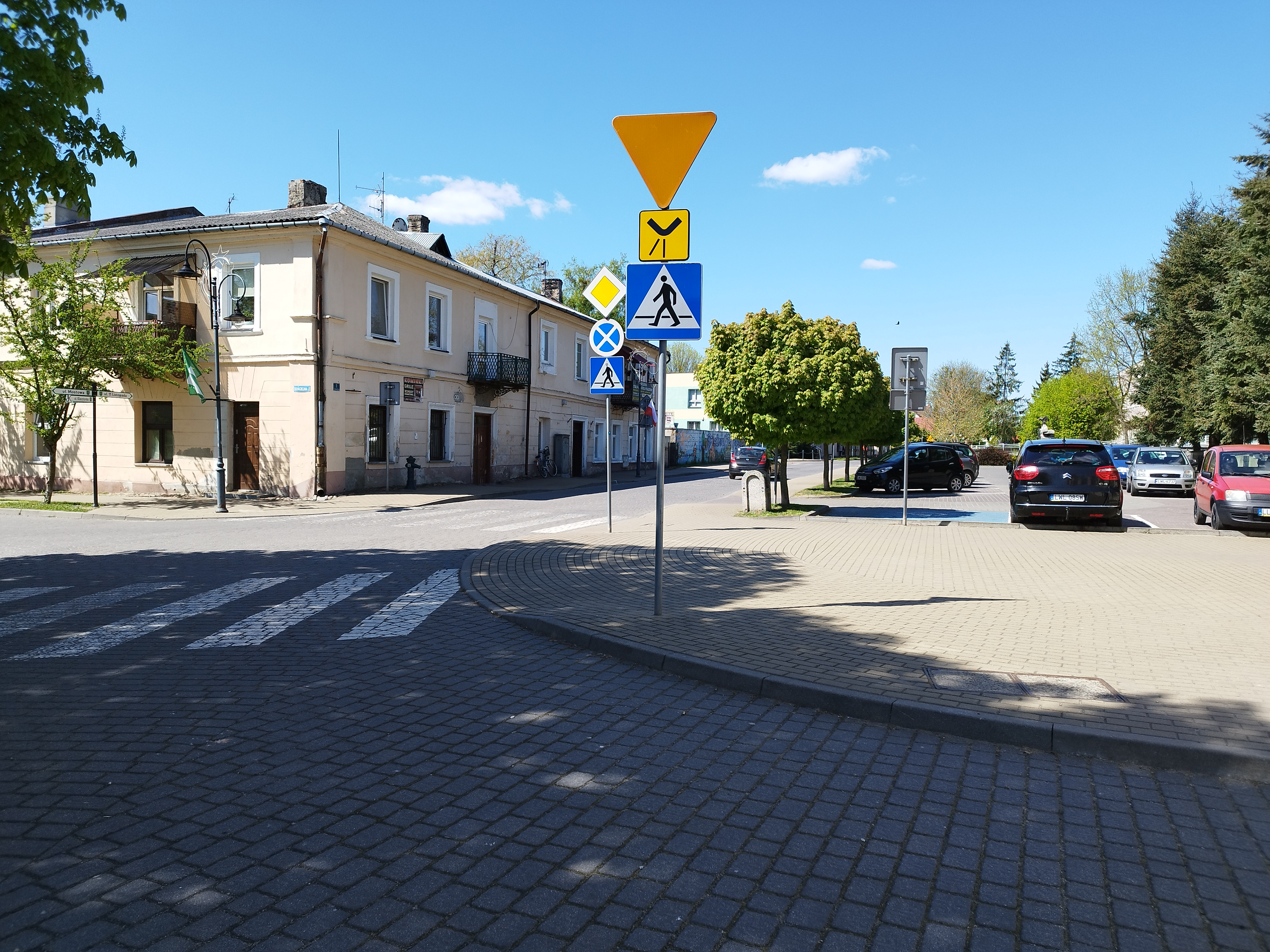
Rua 11 Listopada
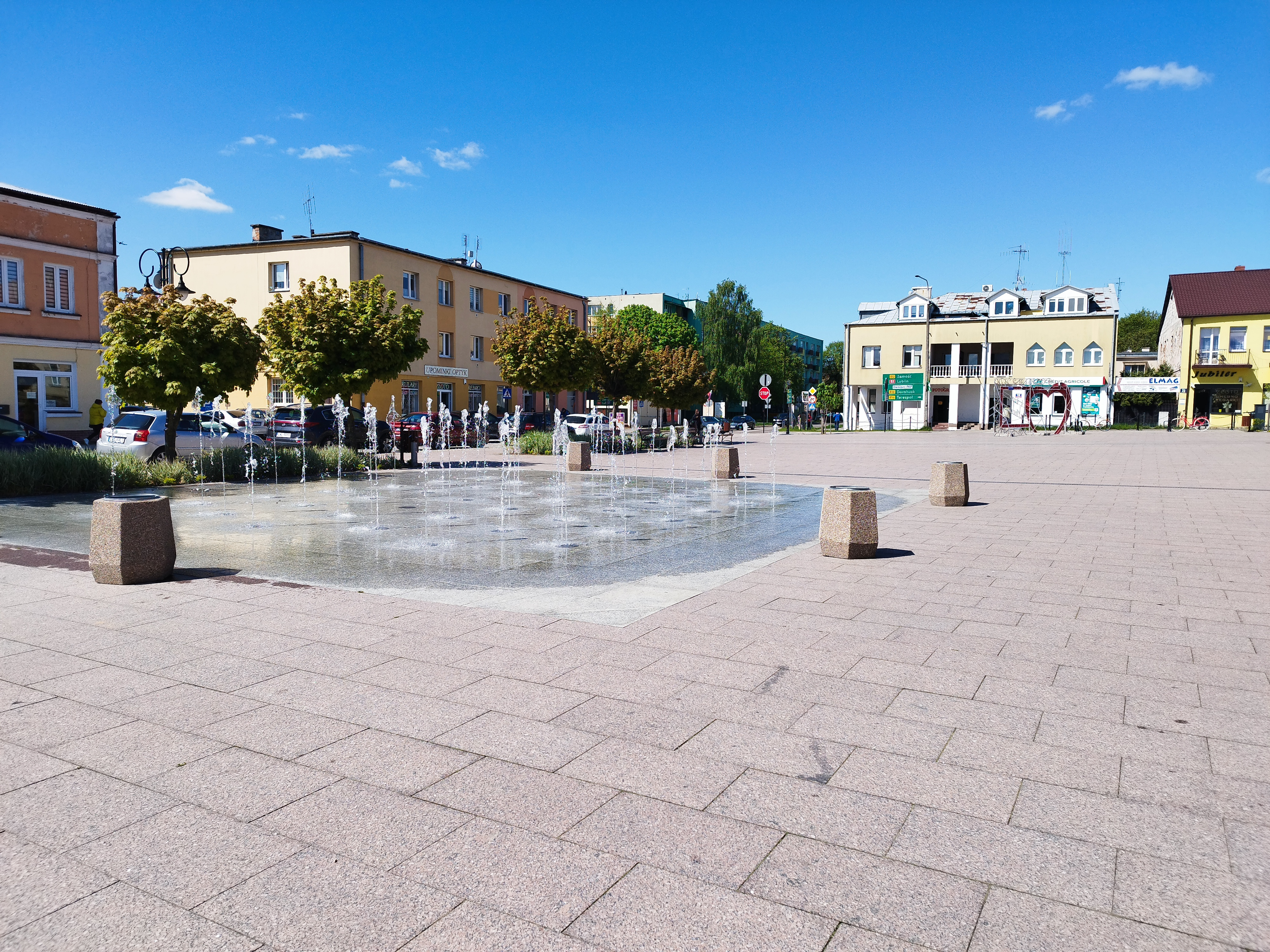
Fachada sudoeste da praça principal